# バリ島

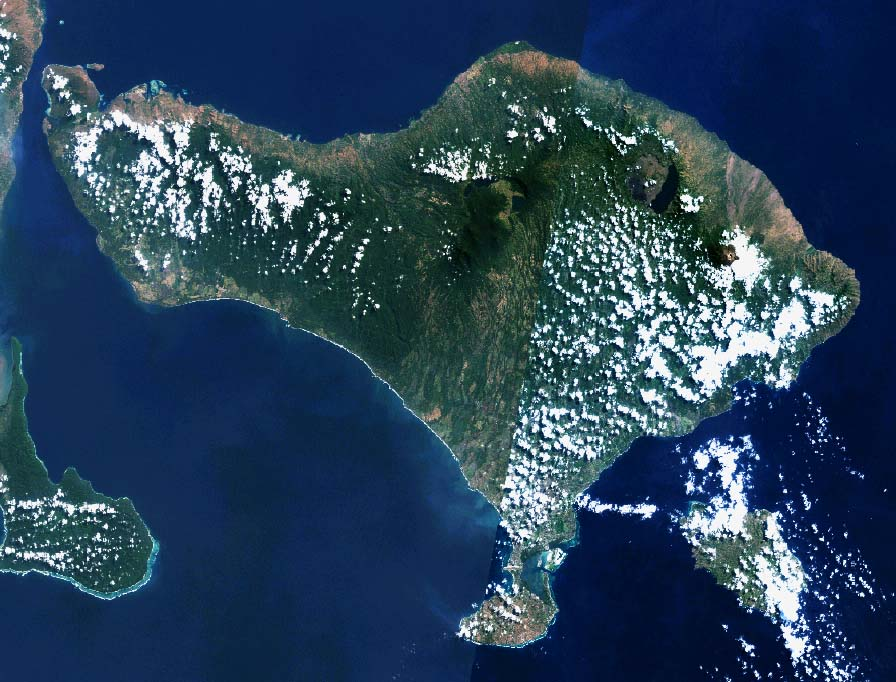
バリ島のランドサット衛星写真

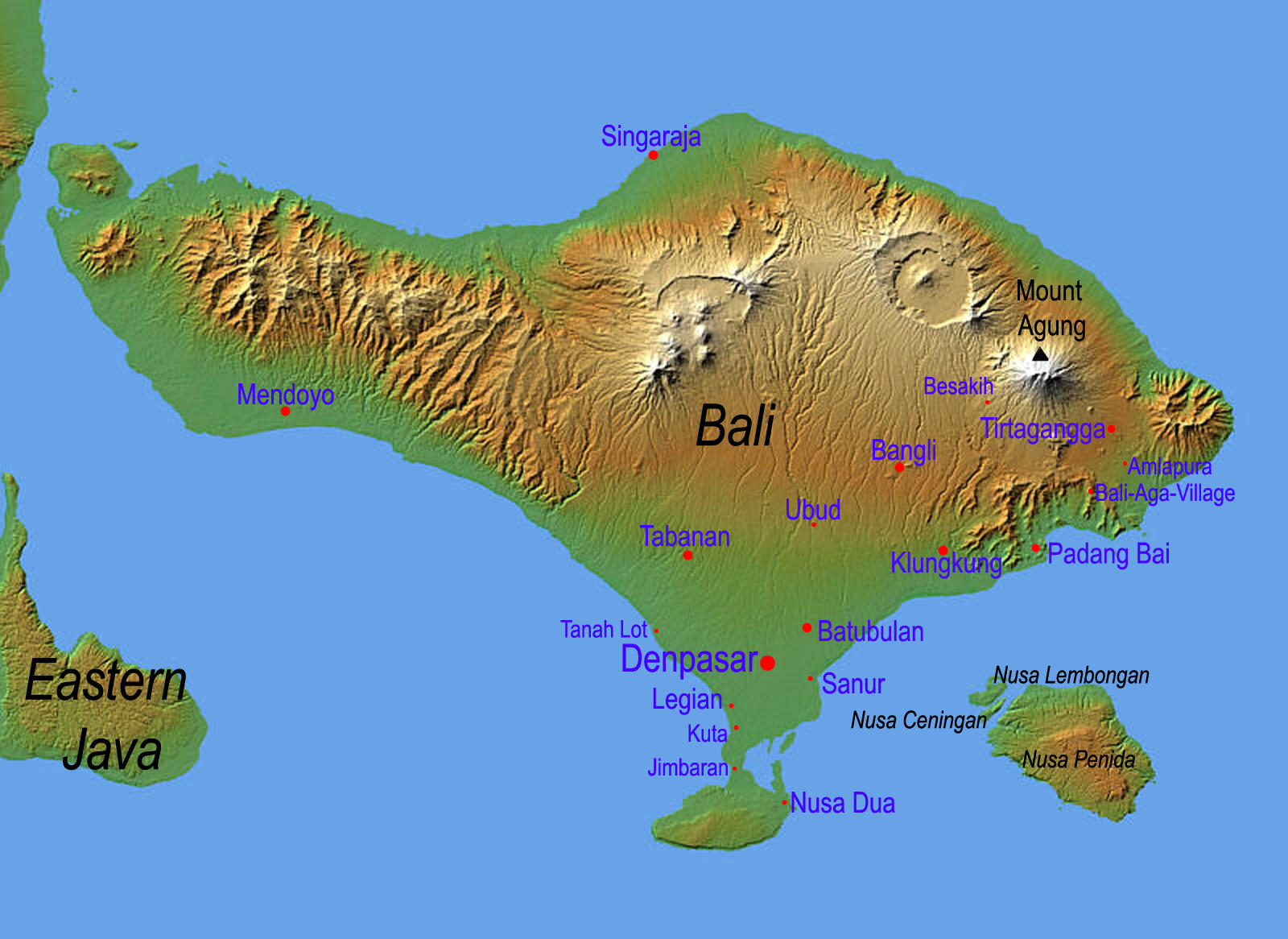
主要地域の位置関係

バリ島（バリとう、バリ語:ᬩᬮᬶ、インドネシア語: Pulau Bali）は、東南アジアのインドネシア共和国バリ州に属する島である。首都ジャカルタがあるジャワ島のすぐ東側に位置し、周辺の諸島とともに第一級地方自治体 (Provinsi) であるバリ州を構成する。

## 地理

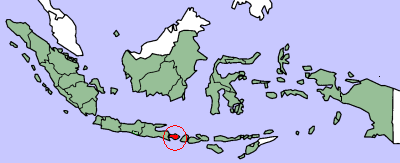
「インドネシア」におけるバリ島の位置

### 位置
バリ島は環太平洋造山帯に属する小スンダ列島の西端に位置している。島の東にはロンボク海峡を挟んでロンボク島があり、西にはバリ海峡を挟んで大スンダ列島に属するジャワ島がある。バリ海峡のもっとも狭い所は3キロほどであり、バリの海岸からはジャワ島の姿形をとらえることができる。
このような地理的関係にあるバリ島は、広くはインド洋を中心にフィリピンから紅海までをつなぐ「1つの海」の周縁に位置し、他の東南アジア地域と同様、古来より、この広大な海における交易を介した人と物、言葉と思想の移動、交通の一地点となった。そして、この交易を統制するとともに、人々の生活の小宇宙を形成する王国が誕生し、バリ島の「歴史」が始まった。

### 地形

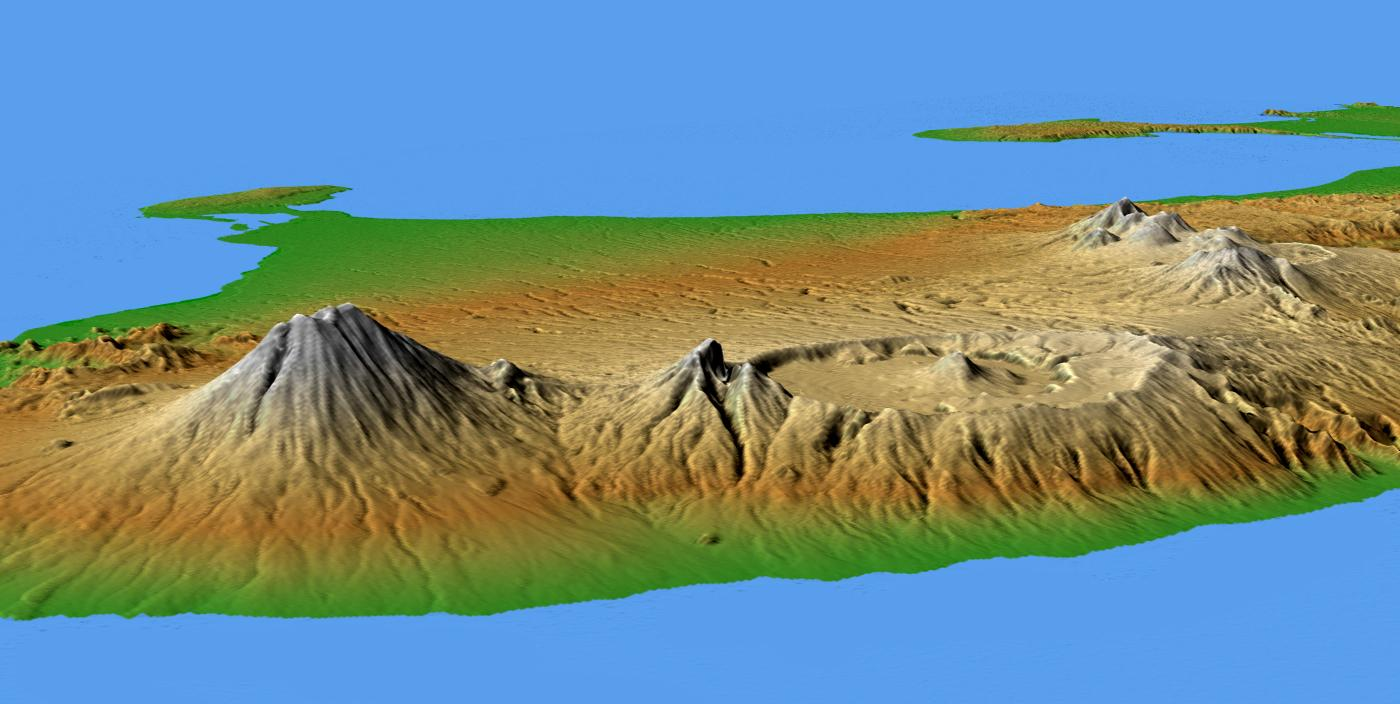
アグン山（左）とバトゥール山（右のカルデラ内）
バリ島北側からの鳥瞰

バリ島の面積は5,633km2であり、これは東京都の面積の約2.5倍である。島の北部を東西に火山脈が走り、バリ・ヒンドゥーにおいて信仰の山とされるアグン山（標高 3,142 メートル）やキンタマーニ高原で知られるバトゥール山（標高 1,717メートル）など多くの火山を有している。バトゥール山近辺には温泉も湧出している。この火山帯の活動により、バリ島の土壌はきわめて肥沃なものとなってきたと同時に、時に人々に災害をもたらしてきた。
そして、バリ島の南部では、火山脈に位置するブラタン湖などの湖水からの流れが下流域に向かって分岐している。その分岐と水量は古来より計算通りに案配されてきたものであり、スバックと呼ばれる伝統的な水利組織によって21世紀初頭までその自然環境とともに維持されている。そして、この水系によって島の南側全体が緑にあふれる土地になっている。
これに対して北部では雨こそ少ないが、コプラやコーヒーが栽培され（キンタマーニ・コーヒーなど）、牧畜も行われている。また、島の西部は、ほとんどが深い森林に覆われた最高1,000メートル前後の丘陵地帯になっており、海岸沿いの漁村を除けば、ほとんど無人である。一大観光地として発展したバドゥン半島も乾燥地帯である。
したがって、バリの村落の大半は、一部の都市地域を除けば農村であり、土地の農業利用率がきわめて高い。農業は水耕農作が中心であり、とりわけ、棚田で知られるバリ島中南部の斜面一帯では、上にみたように年間を通じて安定した水の供給がなされ、二期作から三期作が可能となっている。ただし、21世紀初頭では平野部を中心に急速に宅地化が進んでもいる。

### 気候

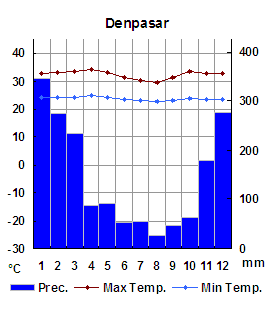
デンパサールの雨温図

バリ島周辺はサバナ気候に属し、その季節は、北西季節風の吹く雨季（10月 - 3月）と、南東季節風の吹く乾季（4月 - 9月）とに明確に分かれる（この季節風による荒波によって海上交通が困難であったことが一因となって、以下に見るようにバリ島は島外世界から相対的に独立性を保った歴史的発展を遂げることになった）。乾期の間は東部、北部を中心にたびたび水不足に陥る。また雨季といっても、一日中雨が降る訳ではなく、実際には長くても一日に2 - 3時間のスコールである。ただし、ひどいときには道路が30センチほど浸水することもある。
年間を通じて気温の変化はほとんどなく、年間の最低平均気温は約24度、最高平均気温は約31度、また、平均湿度は約78%である。いつでも暑く湿度も高いが、体に感じる暑さは、海からの風によって和らげられている。

### 生態

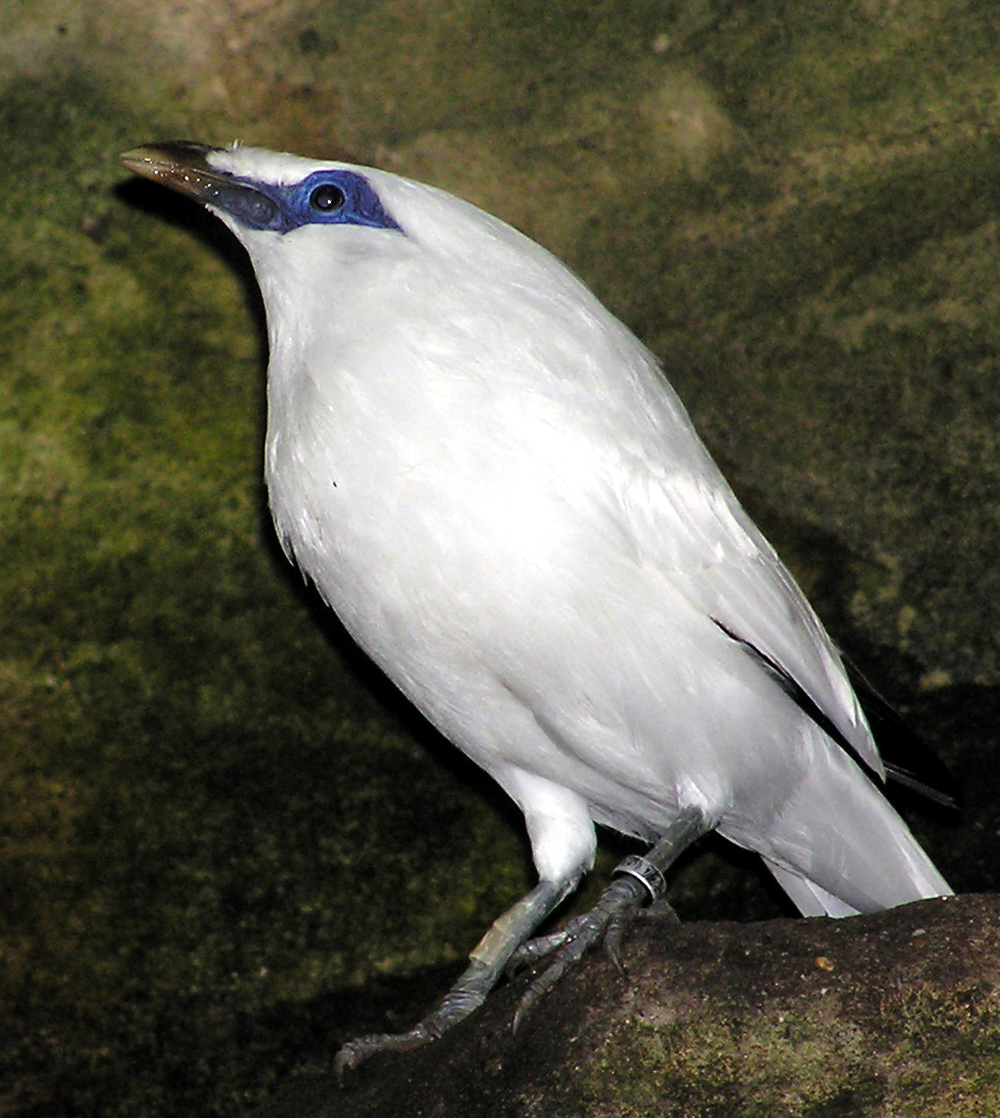
カンムリシロムク

バリ島の動植物のほとんどはアジアのほかの諸島から渡ってきたものであり、バリ島原産のものはまれで、アジアに特徴的にみられる動物相、植物相が広がっている（東のロンボク島との間に生物地理区の境界を表すウォレス線が走っている）。
動物については、古くから、トラ、野牛、猿、キツツキ、パイソン、ヤモリなどが数多く棲息し、300種類以上の鳥類が観察できるが、1940年ごろにはバリトラが絶滅し、鳥類で唯一の原産種でありバリ州の州鳥であるカンムリシロムクもまた近絶滅種となっている。さらには、近代農業の進展やリゾート地での殺虫剤の散布などによる生態系の変化も見られる。バリで唯一の原野が残されている西部国立公園では、灰色の猿やリス、イグアナなどの野生生物が生息している。また、バリの人々にとって馴染み深いのは、トッケイヤモリと呼ばれる大型のトカゲであり、鳴き声を7回連続で聞くと幸福が訪れるという言い伝えがあるほか、害虫を捕食することから大切に扱われている。
植物では、ワリンギンと呼ばれるベンガルボダイジュがインド文化の影響から霊木として扱われ、香しいジュプン（プルメリア）とともに寺院や民家の庭などで広く見られる。また、バンブー（竹）も多く生息しており、儀礼の開始の合図として用いられるガムランの笛の材料になっている。ほかには、多種多様のヤシが実っており、ココナツ、砂糖、燃料、繊維などが採出されている。

## 歴史

### 有史以前
紀元前2000年ごろには、台湾起源のオーストロネシア語族が居住していたとされ、紀元前1世紀ごろから交易を介してインドや中国の影響を受けるようになり、ドンソン文化の影響を受けた銅鼓が発見されるなど、古くから人が住み稲作を中心とした文明が開けていた。
4世紀に入るとヒンドゥー教に属するジャワの人々が来住し、ヒンドゥー・ジャワ時代を迎え、その初期からジャワ王の支配下のもとで発展を続けた。そして西暦913年ごろ、ようやくスリ・クサリ・ワルマデワによって独自のワルマデワ王朝が築かれたとされている。

### ジャワ王朝の影響（11世紀 - 16世紀）
11世紀に入るとバリ島の王朝は東ジャワのクディリ王国とのつながりを強めるようになる。スバックなど21世紀初頭でも続いている伝統的な文化・慣習の起源は少なくともこのころにまでさかのぼることができ、たとえばカヤンガン・ティガや家寺院の建立は、このころにジャワから渡ったヒンドゥーの僧侶クトゥランが広めた慣行とされている。1284年には、クディリ王国を滅ぼしたジャワのシンガサリ王国クルタナガラ王の軍隊によって征服され服属するも、その8年後には、当のシンガサリ王国がクディリの領主ジャヤカトワンに滅ぼされたために、再び自由を手にする。
しかし1343年、今度はマジャパヒト王国に侵攻され、ついに400年近く続いたワルマデワ王朝は終焉を迎える。マジャパヒト王国は、クディリ王国末裔ムプ・クレスナ・クパキサンの第四子スリ・クトゥット・クレスナ・クパキサンを遣わしゲルゲル王国を築かせ、バリ島はマジャパヒト王国の間接的な支配下に置かれることとなったのである。
しかし、16世紀にマジャパヒト王国がイスラム勢力の侵入により衰亡すると、王国の廷臣、僧侶、工芸師たちがバリに逃れてくるようになる。そして、彼らの影響によって、古典文学や影絵芝居、音楽や彫刻などヒンドゥー・ジャワの影響を受けた文化が花開いた。さらには、ジャワから渡来したヒンドゥーの高僧ダン・ヒャン・ニラルタがタナロット寺院やウルワツ寺院など数々の寺院を建立するなど、宗教面での発展も見られた。

### 群雄割拠による王国時代（17世紀 - 19世紀）
しかし、ゲルゲル王国の黄金時代は長くは続かず、1651年、ゲルゲルの王が家臣の謀反をきっかけとしてクルンクン（現在のスマラプラ）に遷都すると、その実権は各地に拠点をおいた貴族家の手に移ってしまう。そして、17世紀から18世紀にかけて、各地の貴族は自らがマジャパヒト征服時の貴族（とりわけ、ヒンドゥー教高僧ワオ・ラオ）の正統な末裔であることを自称するようになり、クルンクン王国のほかに7つの小国（タバナン王国、バドゥン王国、ギアニャール王国、カランガスム王国、バンリ王国、ムンウィ王国）が乱立し、バリ島は群雄割拠の時代を迎えることとなった。
17世紀には、オランダ東インド会社をはじめとしたヨーロッパ勢力の進出が見られたが、これといった特産品のないバリ島は植民地統治上特に重視されず、各地方の王族の支配によるバリ人による自治が長く続いた（ちなみに、バリ島に最初に上陸したヨーロッパ人は、1597年のオランダ商船乗組員であった）。
このバリの王国の権力構造を分析した人類学者のクリフォード・ギアツは、それを「劇場国家」のメタファーで描き出している。すなわち、ギアツによれば、
こうしたギアツの劇場国家論は、確かに象徴人類学の金字塔であったが、その後「洗練された象徴世界の解読は時間なき固定化された世界を描き出し、実践が生み出される歴史過程を喪失」しているとの批判が生まれた。そして、21世紀初頭では、儀礼世界と権力世界との二項対立を乗り越えた分析によって王国の歴史的過程には大きな流動性が存在していたことが明らかにされ、「王国の流動性を制するからこそ王の存在とその力は明らかとなり、その力によって階層秩序が支えられている」ことが描き出されている。

### オランダ帝国によるバリ征服（19世紀末 - 20世紀初頭）
19世紀末になると当時の帝国主義的風潮の下、オランダ海上帝国がバリ島の植民地化を進め、各地の王家を武力により支配下に置き始める。
バリ戦争
まず1846年にバリ島側の難破船引き上げ要請を口実として、東北部に軍隊を上陸させ、ブレレンとジュンブラナを制圧（バリ戦争）。
ロンボク戦争
その後も徐々に侵攻を進め、1894年にはロンボク戦争でロンボク国とカランガスム王国を獲得した。
バリ島全土征服
1908年には、最後に残ったクルンクン王国を滅ぼし、全土をオランダ領東インド領土、植民地とするに至った。しかし、この際にバリ島の王侯貴族らがみせたププタン（無抵抗の大量自決）によってオランダは国際的な非難を浴びることとなり、オランダ植民地政府は現地伝統文化を保全する方針を打ち出すことになった。

### オランダ植民地時代
文化保護政策

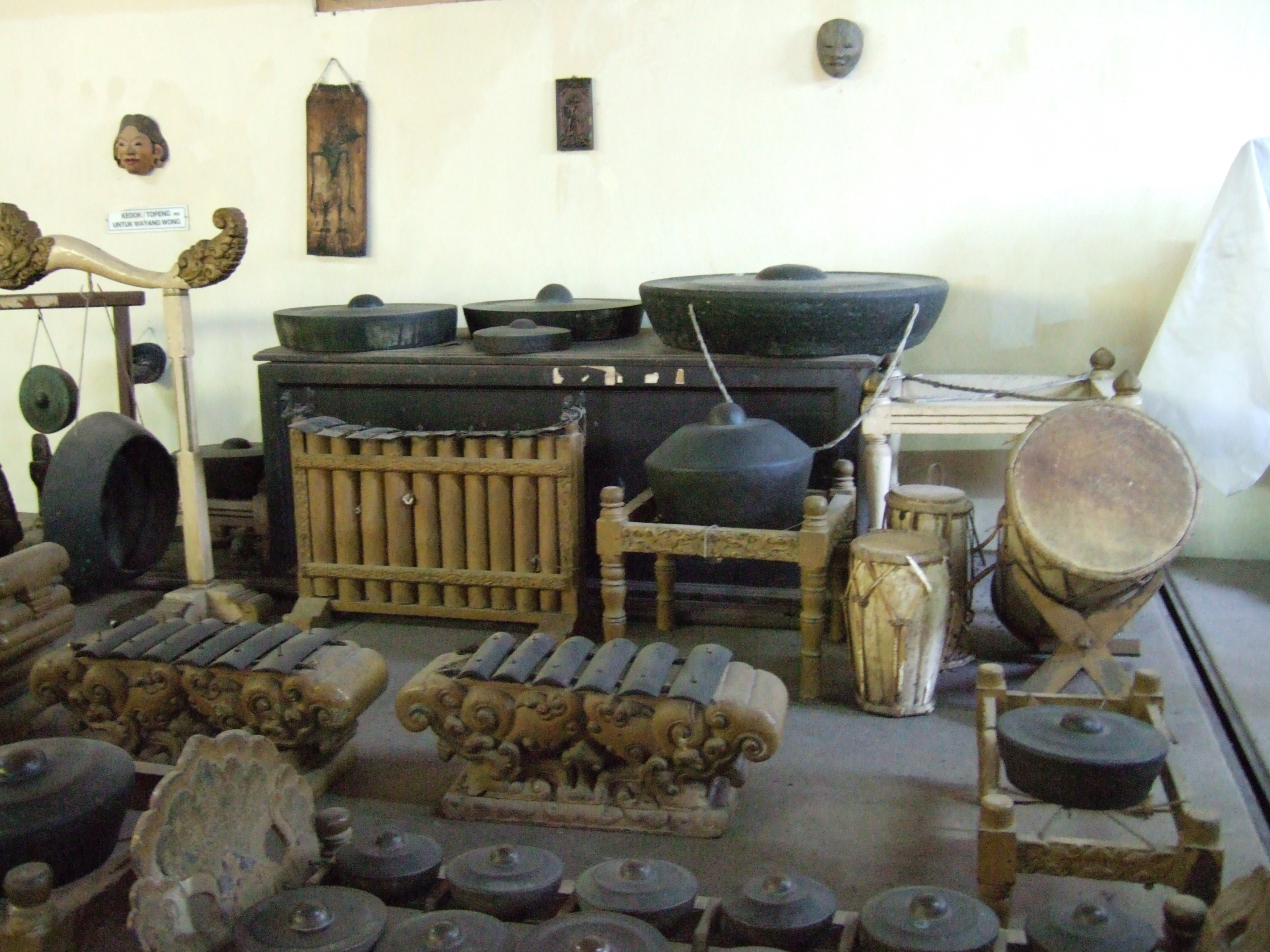
ガムラン

この伝統文化保護政策にとって大きな影響を与えたのが、1917年のバリ島南部大地震以降の厄災である。この地震による死者・負傷者はそれぞれ1,000名を上回り、翌1918年には世界的に流行したインフルエンザがバリにも波及、さらに1919年には南部バリでネズミが大量発生し、穀物の収穫量が激減した。こうした災難を当時のバリの人々は、当時の政治的・社会的な混乱の中で神々に対する儀礼をおざなりにしていたことに対する神の怒りとしてとらえた。そこで清浄化のために、バロンの練り歩きやサンヒャン・ドゥダリ（憑依舞踊）が盛んに行われるようになり、呪術的な儀礼、演劇活動がバリ中で活性化することになった。ところが、こうした一時的な現象を、オランダ人たちはバリの伝統文化として理解し表象し、震災復興とともに保護を進めたのである。とりわけ復興計画の中心人物だった建築家のモーエンは、バリの真正な伝統文化の存在を信じ、地震前のバリが中国文化やヨーロッパ文化を移入していたことを問題視して、こうした「あやまち」を復興の過程で排除することを目指したが、結局のところ、彼もまたオリエンタリズムの枠組みから逃れることはできなかったとの評価がされている。
以上のようなオランダの文化保護政策を背景として、バリ島は「最後の楽園」のキャッチ・コピーならびに「上半身裸体の婦女」のイメージとともに欧米に紹介され、とりわけグレゴール・クラウゼの写真集『バリ島』に魅せられた欧米の芸術家が来島するようになった（1924年にバタビア - シガラジャ間の定期船の就航が始まっている）。たとえば、1932年にバリを訪れたチャールズ・チャップリンは、「バリ行きを決めたのは（兄の）シドニーだった。この島はまだ文明の手が及んでおらず、島の美しいおんなたちは胸もあらわだというのだ。こんな話が僕の興味をかきたてた」と記している（なお、この間の観光客数は、1920年代には年間1,200 - 3,000人ほどであったが、1930年代中盤には年間3万人に達したとする統計も見られる）。
バリ・ルネッサンス

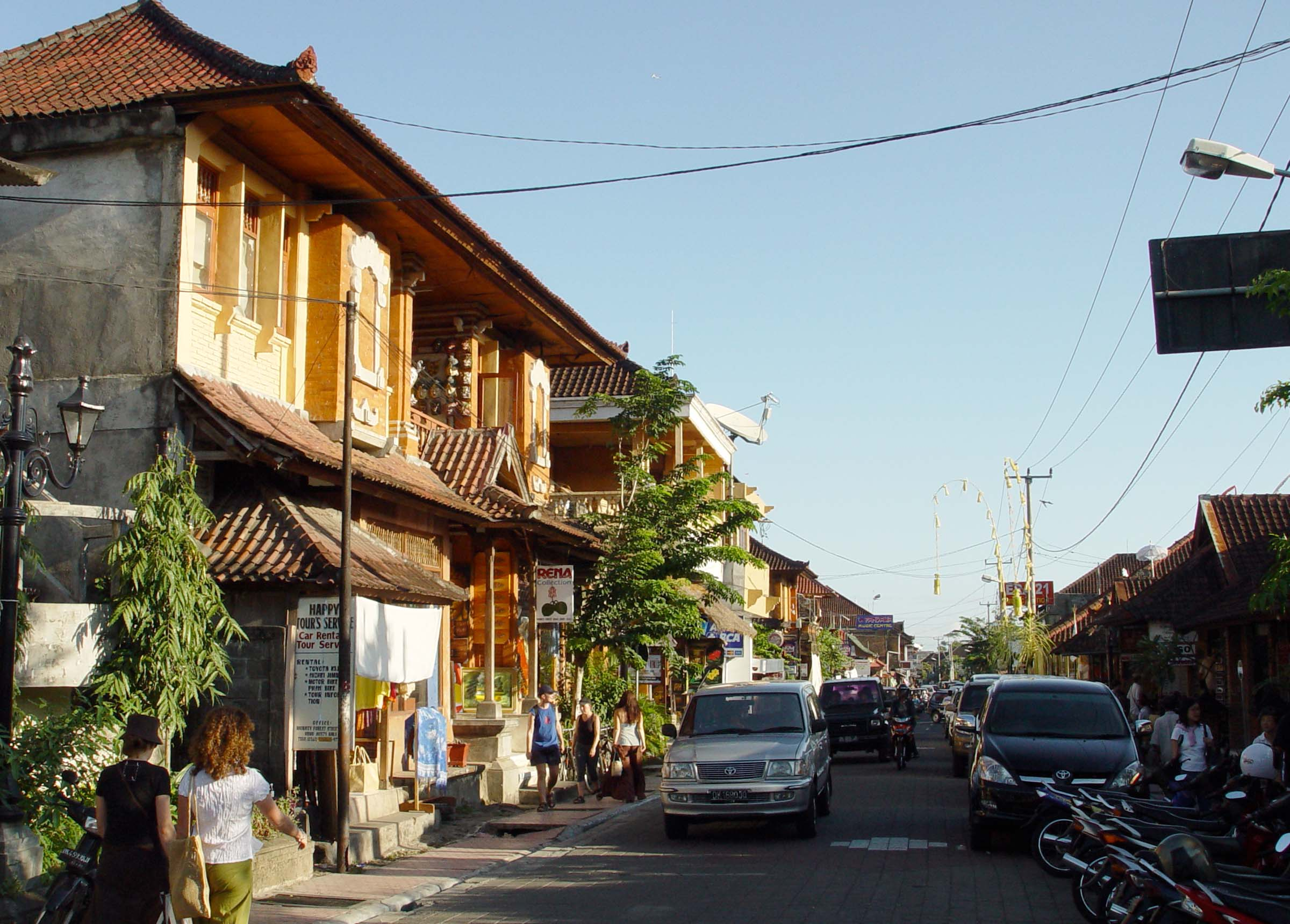
芸術の村ウブド

こうして、彼ら欧米人の影響を受け、1930年代のバリは「バリ・ルネッサンス」の時代を迎え、現在の観光の目玉である音楽（ガムランなど）、舞踏（レゴン、ケチャなど）、絵画の様式が確立することとなった。この中心にいたのは、ウブドの領主であるチョコルダ・スカワティ一族に招待されたドイツ人の画家で音楽家であるヴァルター・シュピースである。彼の家には、メキシコの画家ミゲル・コバルビアスやカナダの音楽研究家コリン・マックフィー、人類学者のマーガレット・ミード、グレゴリー・ベイトソン、オーストリアの作家ヴィッキイ・バウムなどが集った。彼/彼女らは、総じて「真正なバリ」へとそのまなざしを向け、「バリのバリ化」を進めることになった。

また、オランダは、カーストの位階秩序を固定化し、各地の王族を通した間接支配を行い、灌漑・道路など農業設備を整理しアヘンやコーヒーといった商品作物の栽培を奨励するとともに、学校の設営、風俗改革（裸身の禁止）などのヨーロッパ的近代化政策も実施した。また、貴族と平民の間の格差が強調される一方で、奴隷制が廃止されるなど平民間の身分間の違いが薄まったことで、「平等的な村落社会」という特質が強化されることにもなった。

### 第二次世界大戦と日本軍の占領統治（1942 - 1945年）

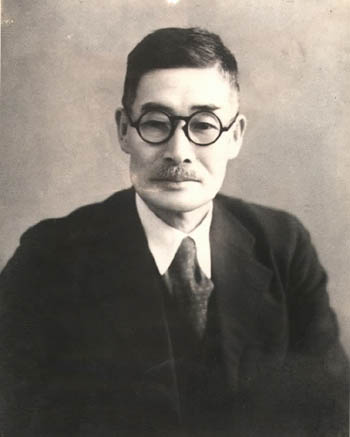
三浦襄

第二次世界大戦（太平洋戦争・大東亜戦争）中にバリ島は大日本帝国の占領下に置かれた。1942年2月、日本軍が進出を開始。オランダ軍が駐屯していなかったため、日本軍にはほとんど被害がなく、バリ島沖海戦の勝利を経て、わずか20日でオランダ軍は全面降伏した。現地人は反植民地主義の「解放者」として出迎えるも、同年6月にはオランダと同様の統治体制が敷かれることになった。この際には、戦前からバリ島で商売を営み信望を集めていた民間人・三浦襄が日本軍の民政部顧問として、軍部と現地社会との仲介役、緩衝役となって活躍した。
しかし、戦況の悪化に伴い物資、労働の徴集が強圧的に進められるようになると、現地の生活は困窮を極めることとなり、1944年の半ばからはジャワと連携した反日本軍運動も見られるようになった。同年9月、インドネシア独立を容認する小磯声明が出され、1945年4月にはスカルノが来島しインドネシア独立に向けて演説。民族団結の気運がにわかに高まり、7月に「小スンダ建国同志会」が結成される。

三浦は日本人として唯一、この同志会に加わり、事務総長に就任、インドネシア独立に向けて活動した。しかし、まもなく敗戦を迎え、独立計画は頓挫。1945年9月7日、三浦はバリの人々に対して、日本の国策を押しつけ無理な協力をさせたことを謝罪して自害した。

### ングラ・ライの玉砕とインドネシア独立（20世紀中葉）

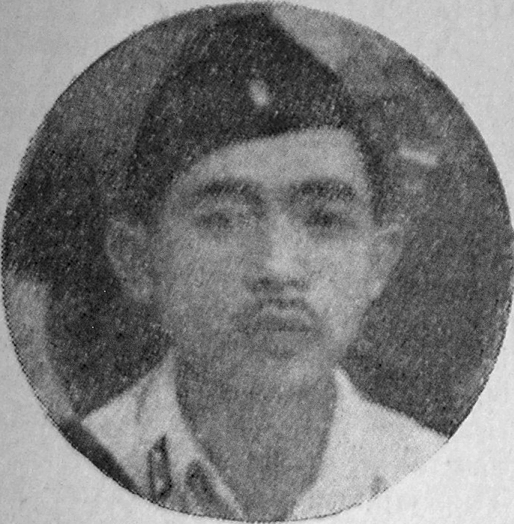
グスティ・ングラ・ライ

1945年8月17日、ジャカルタでスカルノがインドネシア共和国の独立を宣言。「小スンダ州」とされたバリでは親共和国派による統治体制の確立が画策されていた。しかし、戦前以来の旧体制の切り崩しが進まず、1946年3月には再びオランダが上陸し、親共和国派の企図は失敗に終わる。このオランダ上陸に対しては激しいゲリラ戦が展開され、そのクライマックスである1946年11月20日には、バリ島西部のマルガにて、グスティ・ングラ・ライ中佐が壮烈な戦死を遂げ、彼の率いていたゲリラ部隊も全滅した（しかし、その勇名は今日のバリ島の国際的な玄関口であるングラ・ライ空港（デンパサール国際空港の現地正式名称）にとどめられている。なお、この際には旧日本軍の残留日本兵の加勢がみられ、このこともあってか独立戦争後の現在、バリの人々の対日感情は良好である）。
このゲリラ戦を鎮圧したオランダは、1946年12月、バリを親オランダの「東インドネシア国」に帰属する自治地域として宣言し、旧体制を利用したオランダによる間接統治が敷かれることになった。ただし、この中でも共和国派と親オランダ派の抗争は続き、1949年にオランダがインドネシア共和国に主権委譲をした後は共和国派が優勢になり、1950年の独立をもって、ついにバリは共和国に組み込まれることになった。

しかし、スカルノ時代のバリ島社会は大いに乱れ、とりわけ国民党と共産党による政治的な対立が地域社会にまで及んだ。1965年の9月30日事件に端を発する共産党狩りの際には、一説によるとバリ島だけで10万人が虐殺された。

### スハルト体制下の観光開発（20世紀後半）
|        | 総計      | 日本 (順位) |
| ------ | --------- | ----------- |
| 1970年 | 24,340    | - ( - )     |
| 1975年 | 75,970    | - ( - )     |
| 1980年 | 146,644   | - ( - )     |
| 1985年 | 211,222   | 48,217 (2)  |
| 1990年 | 489,710   | 71,383 (2)  |
| 1995年 | 1,014,085 | 104,819 (2) |
| 2000年 | 1,412,839 | 362,270 (1) |
| 2003年 | 993,029   | 185,751 (1) |
| 2004年 | 1,458,309 | 326,397 (1) |
| 2005年 | 1,386,449 | 310,139 (1) |
| 2006年 | 1,260,317 | 255,767 (1) |
| 2007年 | 1,664,854 | 351,604 (1) |

スハルトによる開発独裁の時代に入ると、バリ島はようやく平穏を取り戻す。そして、インドネシア政府の周到な配慮の下、観光による外貨獲得を最大の目的とした観光開発が始まり、1970年代以降、世界的な観光地へと成長することとなった。
1963年、日本からの戦争賠償金によりサヌールにバリ・ビーチ・ホテルが建設され、1966年に開業。1967年にングラ・ライ空港が開港すると、サヌールがバリ島へのマス・ツーリズムの最初のメッカとなった。
ただし、当時のサヌールやクタでは無計画な開発が進みインフラ面でも大きな支障が出ていたことから、ジャカルタ中央政府は新たにヌサドゥアをパッケージ型の高級リゾートとして開発することを決定。日本のパシフィックコンサルタンツインターナショナルが具体的な計画策定を担当した。ただし、当時のオイル・ショックなど世界的な経済不況により開発は進まず、1983年になり、わずか450室の客室とともにヌサドゥア・ビーチが開業した。しかし、その後、ヌサドゥアは世界有数のホテルが林立する一大リゾートへと発展していく。
このようにバリ島の観光開発は長らく中央政府主導で集権的に進められ、観光関連の税収のほとんども中央に吸い上げられてきた。しかし、現地の人々は、このように中央主導によって「創られた伝統」をそのまま受け止めることはなく、逆に自らの伝統の価値に自覚的な関心を持つようになり、画一的なイメージや「観光のまなざし」と向き合いながら、自身の文化を巧みに鍛え上げることにもなった。
1989年に入ると、バリ州政府は、独自に観光開発のマスタープランの見直しを行い、ガジャマダ大学から総合観光村タイプの開発が提唱され、これを採用。ヌサドゥアのような大規模開発とは対極をなす、バリの村の日常的な生活、文化を観光客が体験できるような「観光村」の整備が開始され、2008年現在、プングリプラン、ジャティルイの2村が完成している。

### 地域自治の動きとテロリズム（20世紀末 - 21世紀初頭）
|        | ヒンドゥー教      | イスラム教     | キリスト教    | 仏教          | 合計               |
| ------ | ----------------- | -------------- | ------------- | ------------- | ------------------ |
| 1985年 | 2,383,032 (93.4%) | 132,752 (5.2%) | 22,085 (0.9%) | 14,899 (0.6%) | 2,552,068 (100.0%) |
| 1990年 | 2,515,634 (93.2%) | 140,813 (5.2%) | 28,279 (1.0%) | 14,909 (0.6%) | 2,699,635 (100.0%) |
| 1995年 | 2,631,210 (93.0%) | 158,564 (5.6%) | 22,215 (0.8%) | 16,037 (0.6%) | 2,828,026 (100.0%) |
| 2000年 | 2,752,131 (91.8%) | 180,401 (6.0%) | 44,951 (1.5%) | 21,287 (0.7%) | 2,998,700 (100.0%) |
| 2004年 | 2,907,540 (91.4%) | 186,613 (5.9%) | 66,720 (2.1%) | 19,045 (0.6%) | 3,179,918 (100.0%) |

スハルト政権末期には、中央主導による大規模な開発に対する反対の声が強まり、アダットに根ざした環境保護運動となって現れ、1998年のスハルト政権の崩壊後は、1999年の地方分権法を経て、地域自治の動きが強まっている。そして、その動きを加速させたのが、2度にわたるテロ事件である。バリ島は、欧米先進国からの裕福な白人系観光客が集まるとともに、異教徒であるヒンドゥー教圏であることから、2001年のアメリカ同時多発テロ事件以降のイスラム過激派による国際テロリズムの格好の標的とされたのである。そして、以下の2度の大規模な無差別テロ事件が発生した。
- 2002年10月12日 : クタ地区の人気ディスコを狙った自爆テロ。犠牲者202名。詳しくはバリ島爆弾テロ事件 (2002年)を参照。
- 2005年10月1日 : ジンバラン地区及びクタ地区のレストランを狙った同時多発自爆テロ。死者は容疑者3人を含む23名。詳しくはバリ島爆弾テロ事件 (2005年)を参照。

いずれもイスラム過激派ジェマ・イスラミアによるものとされる、この2度のテロ事件によりバリ島の観光業は深刻な影響を受けることになったが、2007年には過去最高の外国人旅行者数を記録するなど、今ではかつての賑わいを取り戻している。しかし、他方で現地社会では、ジャワ島ほかからのイスラム教徒の移民労働者の増加に対する社会不安が高まる一方である。

## 生活と宗教 - バリ・ヒンドゥーの世界

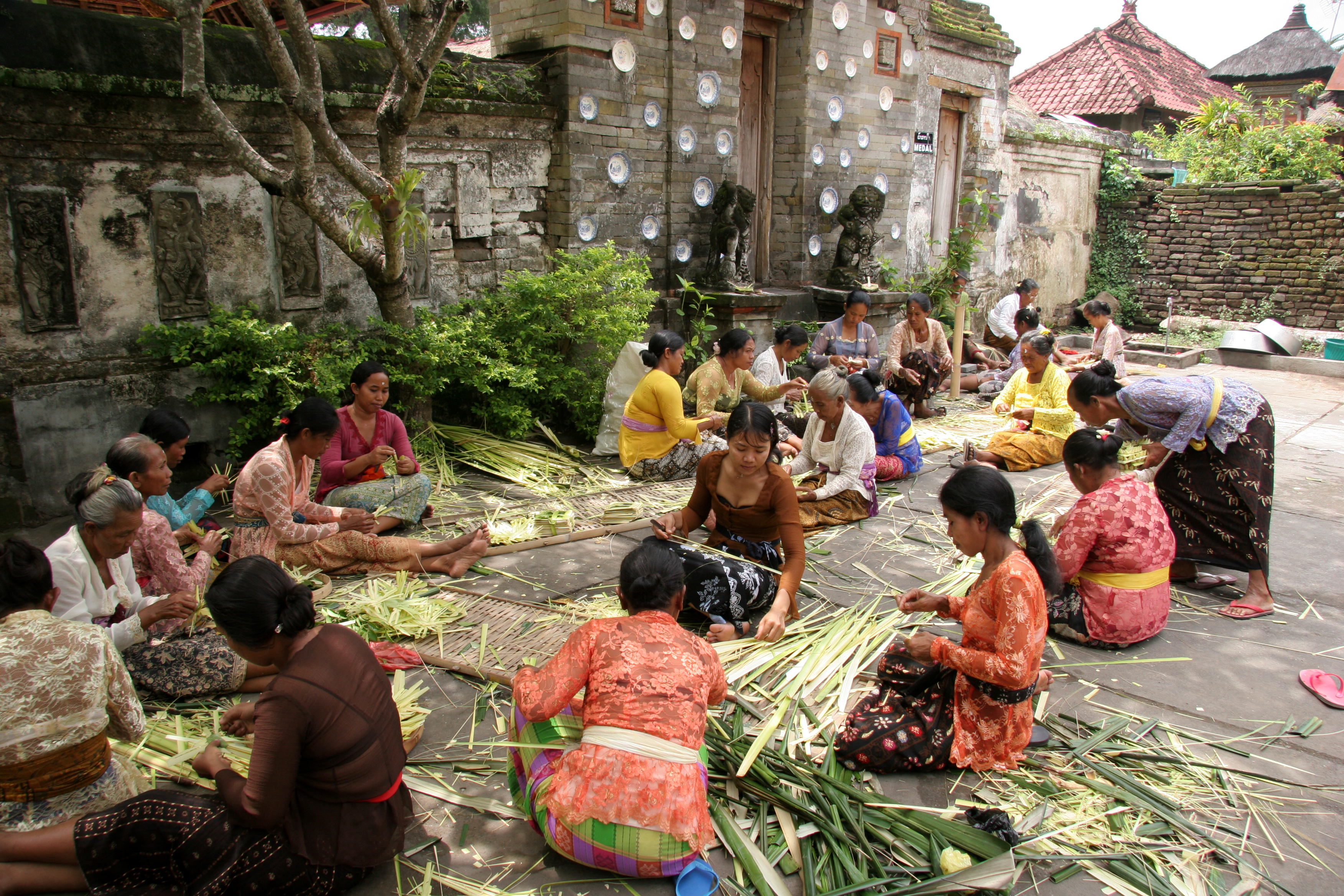
儀式の準備をするバンジャールの女性たち

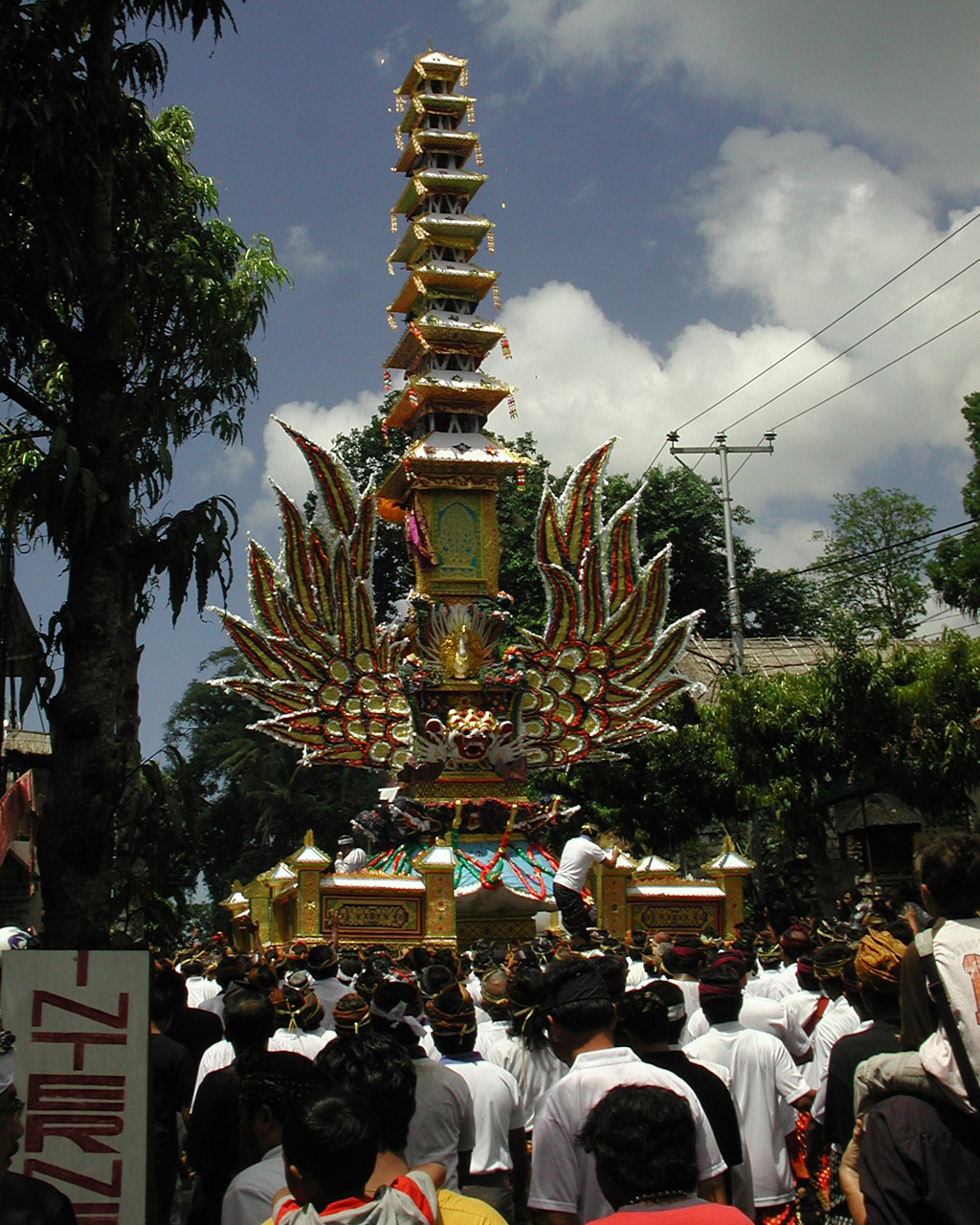
葬儀の行列

### 地域生活
バリ島の地域社会では、バリ・ヒンドゥーに基づく独特な慣習様式（アダット）に従った生活が営まれており、オランダ植民地化以後も近代行政（ディナス）と併存するかたちで続いている。21世紀に入ってもなお、バンジャールやデサと呼ばれる地域コミュニティをベースとして、さまざまな労働作業（ゴトン・ロヨン）や宗教儀礼が共同で執り行われており、バンジャールからの追放は「死」に等しいとまでされているほどである。
また、バリの人々は、特定の目的ごとに「スカ」ないし「スカハ」と呼ばれるグループを形成して対応することが多い。たとえば、ガムラン演奏団、青年団、舞踊団、自警団、合唱団といった具合に、スカはときにバンジャールを超えて形成され、多くはバンジャールと異なり加入・脱退が自由である。こうしたありようをギアツは「多元的集団性」と呼んでいる。
このように、人々はバンジャールなどの地域組織に属することで小さいころから隣人との助け合いの心を身につけており、喧嘩を好まない。このような背景もあって、住民の性格は非常に温厚である。

### 宗教

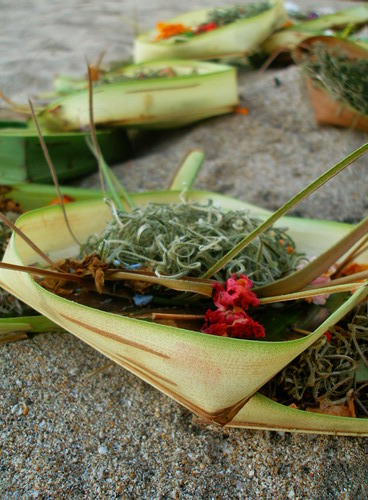
日々のお供え物

「神々の島」とも形容されるバリ島では、人々のおよそ90%が、バリ土着の信仰とインド仏教やヒンドゥー教の習合によって成り立つバリ・ヒンドゥーと呼ばれる信仰を奉じている。バリの慣習村（デサ・アダット）では、土地や祖先神への信仰が生きており、人々はデサ・アダットの土地を清浄に保ち、穢れを避ける義務を負っている。このために、古くからの慣習（アダット）もかなり色濃く残されており、店や家の前には毎朝チャナンと呼ばれるお供え物をするなど、宗教的な活動に多くの時間が使われ、したがって、バリ島では毎日、島のどこかで祭りが行われているのである。バリ人は祭りごとが大好きであるとの話がよく耳にされるが、バリ人にとってのお祭り（ウパチャラ）とはあくまで以上のような宗教的な儀式なのである。こうした背景から、バリ人は非常に精神的に満足した者が多いといわれる。

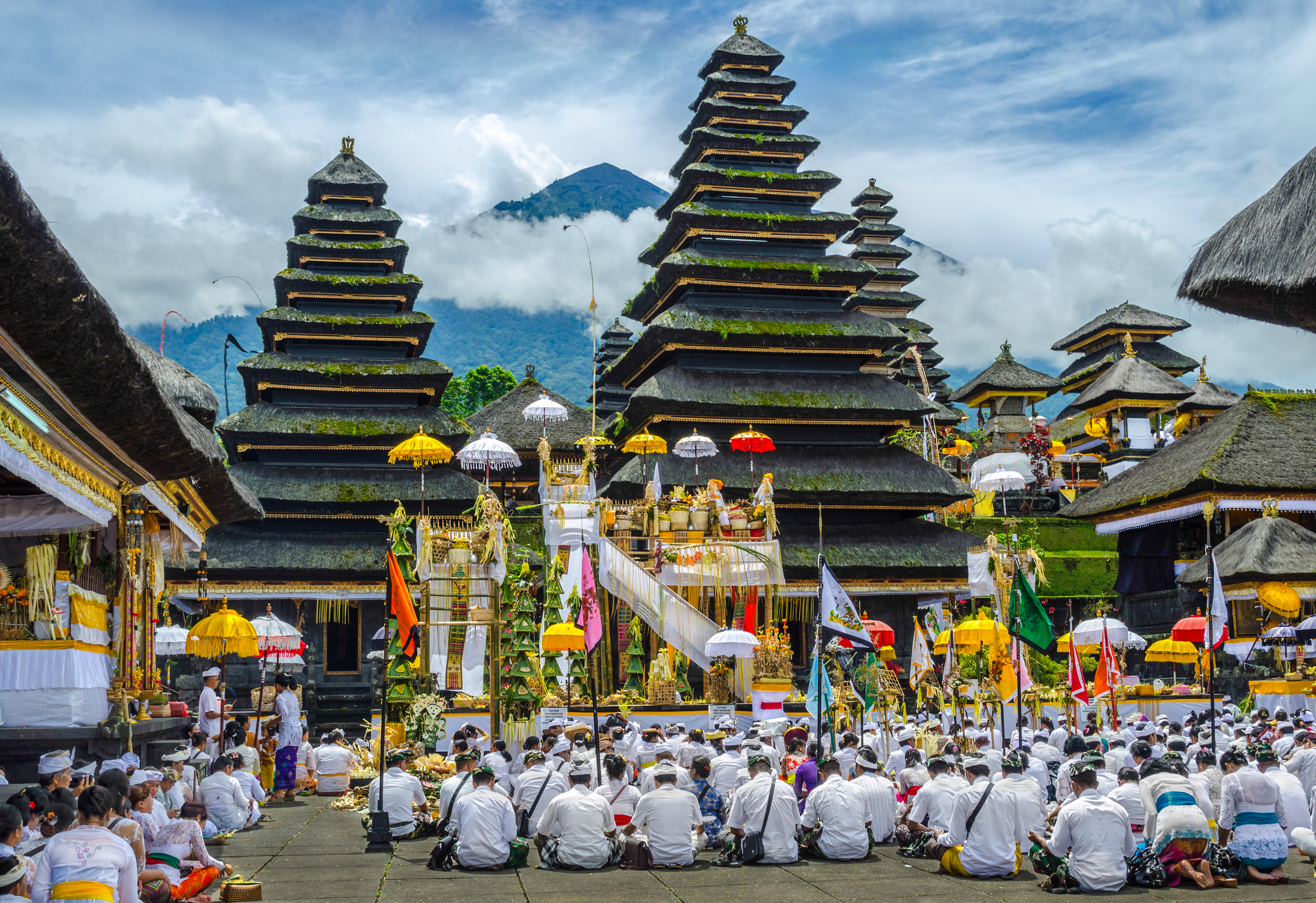
バリ島のヒンズー教の宗教行列

また、バリ・ヒンドゥーの世界観は方角によっても支えられている。とりわけ重要なのが「カジャ」（山側）と「クロッド」（海側）の組み合わせである。カジャとクロッドの対比は、上と下、優と劣、清浄と不浄といった象徴的価値観と密接につながっており、寺院の位置や葬儀の場所、屋敷の構造などが、この対比に従って決められている。また、この秩序観から、人の頭を触ったり頭の上に手をかざすことや、左手で金銭を扱ったり食事をすることがタブーとされている。
このようにバリ島はバリ・ヒンドゥーのコスモロジーに根ざした世界が広がっているが、1990年代以降、ジャワ島を中心として数多くの人々が、観光産業での労働従事を目的として移り住み始めるようになっており、イスラム教徒が急増している。

### 言語
伝統的な言語としてバリ語が存在し、多くの人々はバリ語を用いてきたが、公式的にはインドネシアの公用語であるインドネシア語が用いられたり、学校教育や主要マス・メディアもインドネシア語が利用されている。都市部ではインドネシア語を主として用いる層も増えている。ただし、2000年代からの地方分権化を背景としたバリ文化再興の運動（アジェグ・バリ）の一環として、義務教育でバリ文字が教えられるようになっている。そして、2006年からはバリ・ポストから「オルティ・バリ」というバリ語の新聞が週刊で復刊され、バリの文芸作家たちが作品を発表していたり、バリ語のラジオ放送が盛んになったり、バリ語のポップ歌謡も流行りだしている。

## 文化と芸術 - 観光文化としての伝統文化
先に見たように島南部を中心として土地が肥沃であったことから、昔からバリの人々は余裕を持った生活を送ることができた。そこで、農民は朝夕それぞれ2、3時間働くと、その日の残りは絵画、彫刻、音楽、ダンスなどの創作活動に当てるなど、美術・芸術活動にも勤しんでいた。
バリの美術には、古くからのインド的性格が残存しており、時代が新しくなるにつれ、バリ島独自の土着的な性格が強くなっていく。インド色の濃い遺品として、例えば、ペジュン出土の粘土製の奉納板（8世紀頃）にはインドのパーラ朝美術を思わせる仏教尊像が描かれている。さらにインド・ヒンドゥーの石彫であるドゥルガー像（11世紀頃）が傑作として挙げられる。
ただし、今日のバリで見られる、とりわけ観光客向けの芸能・美術のほとんどは、1920年代以降のオランダ植民地時代以降の歴史のなかでバリを訪れた欧米人との共同作業によって構築されたものである。そして、これらの文化芸能は、当時の欧米人によっても、また戦後のインドネシア政府によっても、さらには大衆観光客によっても、バリの「伝統文化」として表象され、「ツーリスト・パフォーマンスが、いまやバリの伝統として認められている」。今日のバリの「伝統文化」は「観光文化」にほかならないのである。
さらに、スハルト体制崩壊後は、分権化の流れの中で、地域自治の確立を目指す動きがインドネシア社会全体でみられるようになり、バリでは、その一環として地域文化の振興が掲げられ、『バリポスト』を中心として、バリTVが創設されるなど、アジェグ・バリの運動が起きている。もちろん、現在のバリでも近代的な西洋文化を巧みに取り込み続けており、街では携帯電話を手にメールを打つ姿なども多く見られるし、また、島民の移動手段は主にオートバイとなっている。

### 舞踊・音楽

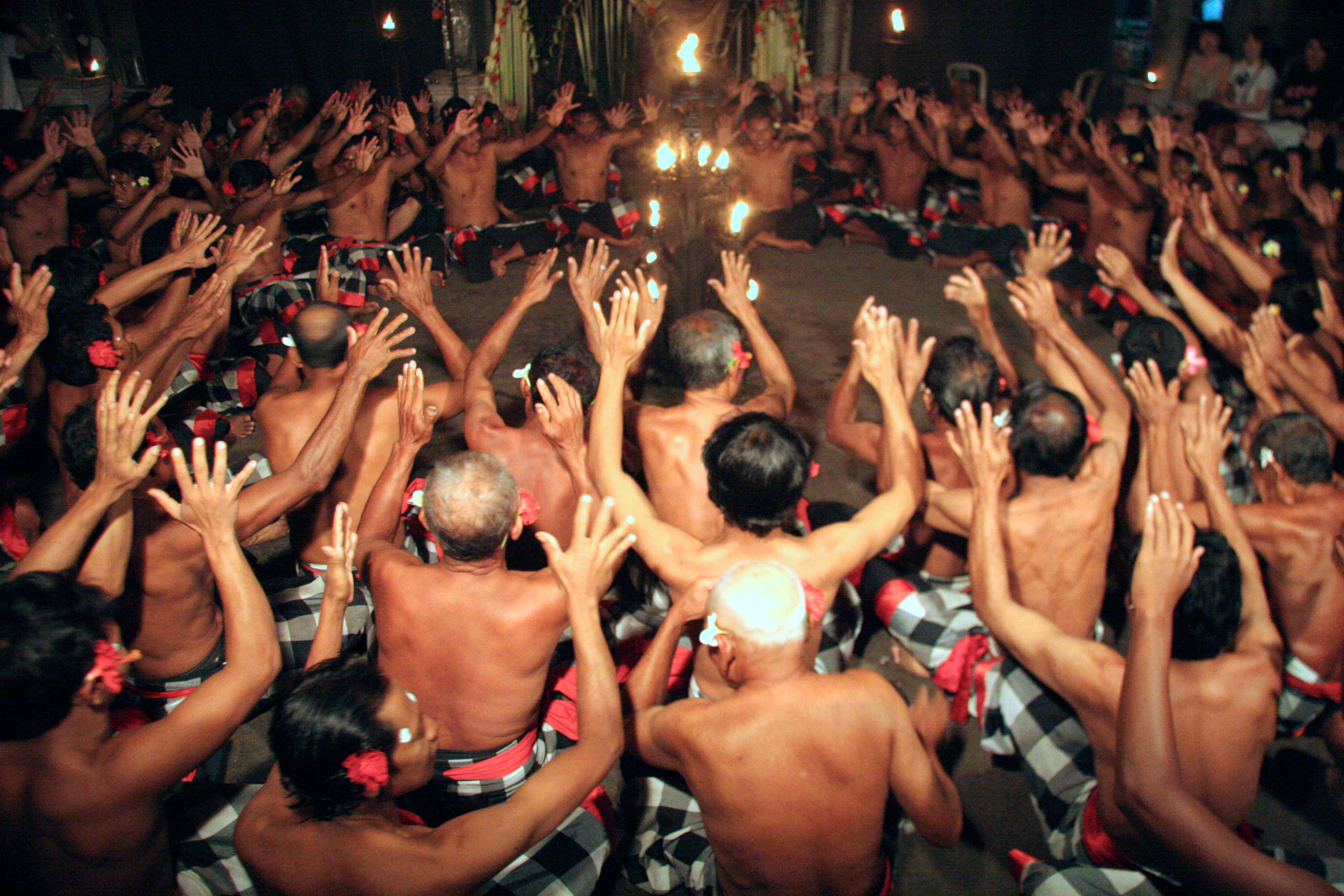
ケチャ

バリ島の祭礼や儀礼には、必ず舞踊が伴う。そうした舞踏・音楽芸能についていえば、舞踊芸術のケチャやレゴン、バロン・ダンス、憑依舞踊のサンヒャン・ドゥダリ、そして、これらの伴奏にも使われるガムランやジュゴグ（竹のガムラン）がよく知られている。これらは、確かに元来は共同体の宗教儀礼として行われてきたものであるが、実際に観光客に見せているのは、共同体の祭祀からは切り離され観光用に仕組まれたレパートリーである。
その成立過程を見てみると、オランダ植民統治時代に当時の中心地シガラジャでクビヤールと呼ばれる舞踊・音楽・ガムラン編成が生まれている。そして、1920年代後半に観光客を運ぶ運転手を通じて瞬く間に南部にも広がり、観光のための創作活動が盛んになり、こうして舞踊芸術が宗教的文脈から切り離されていったのである。
たとえば、バロンとランダの戦いをモチーフとしたチャロナラン劇は、そもそもは宗教儀礼として19世紀末に成立したものであるが、トランス状態に陥った男性がクリスで胸を突くといった場面が見られる21世紀現在の演劇性に富んだ形態は、1930年代前後に「観光客に分かりやすく見せるために」成立し島内に広まったものである。
今日のバリの舞踊芸術は、宗教的な重要性に応じて、以下の3段階に区分されている。
- タリ・ワリ (tari wali)
共同体の宗教儀式そのもの、または儀式を完結するものとして機能する舞踊。「ワリ」は「捧げ物」ないし「供物」を意味する。ルジャン、ペンデット、サンギャン、バリス・グデなどが含まれる。
- タリ・ブバリ (tari bebali)
ワリに比べて儀式性、限定性は弱いが、宗教儀式の伴奏あるいは奉納芸として機能する。トペン、ガンプーなど。
- タリ・バリ=バリアン (tari balih-balihan)
タリ・バリ=バリアンは「見せ物」を意味し、観賞用、娯楽用に作られたものを指す。クビヤール・スタイルのものはこれに属する。

### 影絵芝居

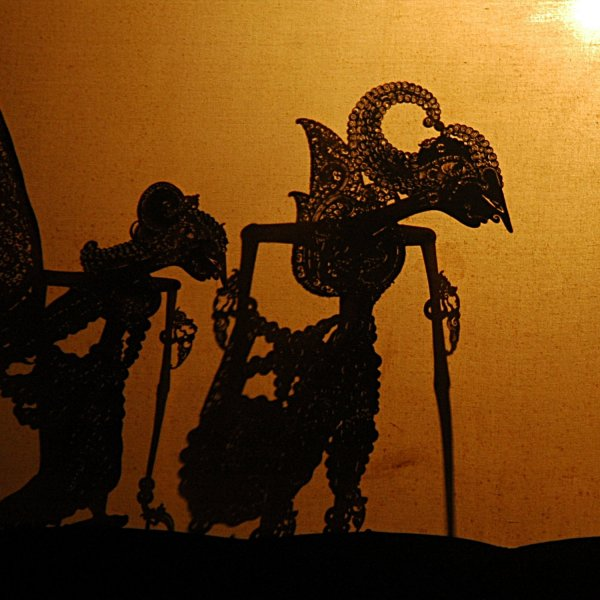
影絵芝居に使う操り人形、ワヤン・クリ

影絵芝居（ワヤン・クリ）は、バリの人々にとって、時空を超えた知識と教養の源泉である。すなわち、芸能としてワヤンは、それを鑑賞する人間の意識の底に次第に堆積されていく、潜在的な価値の体系なのである。ワヤンのストーリーは、おもに古代インドの叙事詩である『ラーマーヤナ』、『マハーバーラタ』であり、人形使いのダランは、サンスクリットの知識を有した特別な僧侶であるプダンダが務める。また1990年代後半ごろから、ワヤン・チェン・ブロンと呼ばれる娯楽化したワヤンが若者の支持を集めるようになり、伝統的なワヤンは衰退の一途をたどっている。

### 工芸
木彫りが特に盛んである。バリ島の伝統工芸の起源の多くは、火葬などの宗教儀礼時の供物にある。したがって、いかに精緻に作られていようとも、強度に対する関心は低い。木彫りについては、装飾工芸として、扉や柱などの建築物、彫像、小物、演劇の仮面などで日常的に利用されてきたが、今日の動物の愛らしい彫像はやはり「バリ島ルネッサンス」の時代に生まれたものである。
その他には木製家具、ろうけつ染めのバティック（日本ではジャワ更紗とも）や絣であるイカット（トゥガナン村の「グリンシン」など）それぞれの布地や、それらを使用した製品が有名である。またチュルク村の銀細工、トゥンガナン村のアタ製かご細工、ジェンガラ・ケラミック社の陶磁器などもよく知られている。
バリ島では土産物として工芸品が大量に売られているが競争は激しい。特に木彫りに関して、工芸品の製作者たちの多くは自らの創造性を生かした創作活動に励んでいる訳ではなく模倣類似も多く、その作品は値切って買いたたかれるような代物になっていることも多い。
木彫り工芸品や木製家具は安く購入できるが、日本に持ち帰った場合、通年で高温多湿の現地と気候が異なるので、歪み、割れ、欠けなどが生じる場合があるので注意が必要である。

### バリ絵画

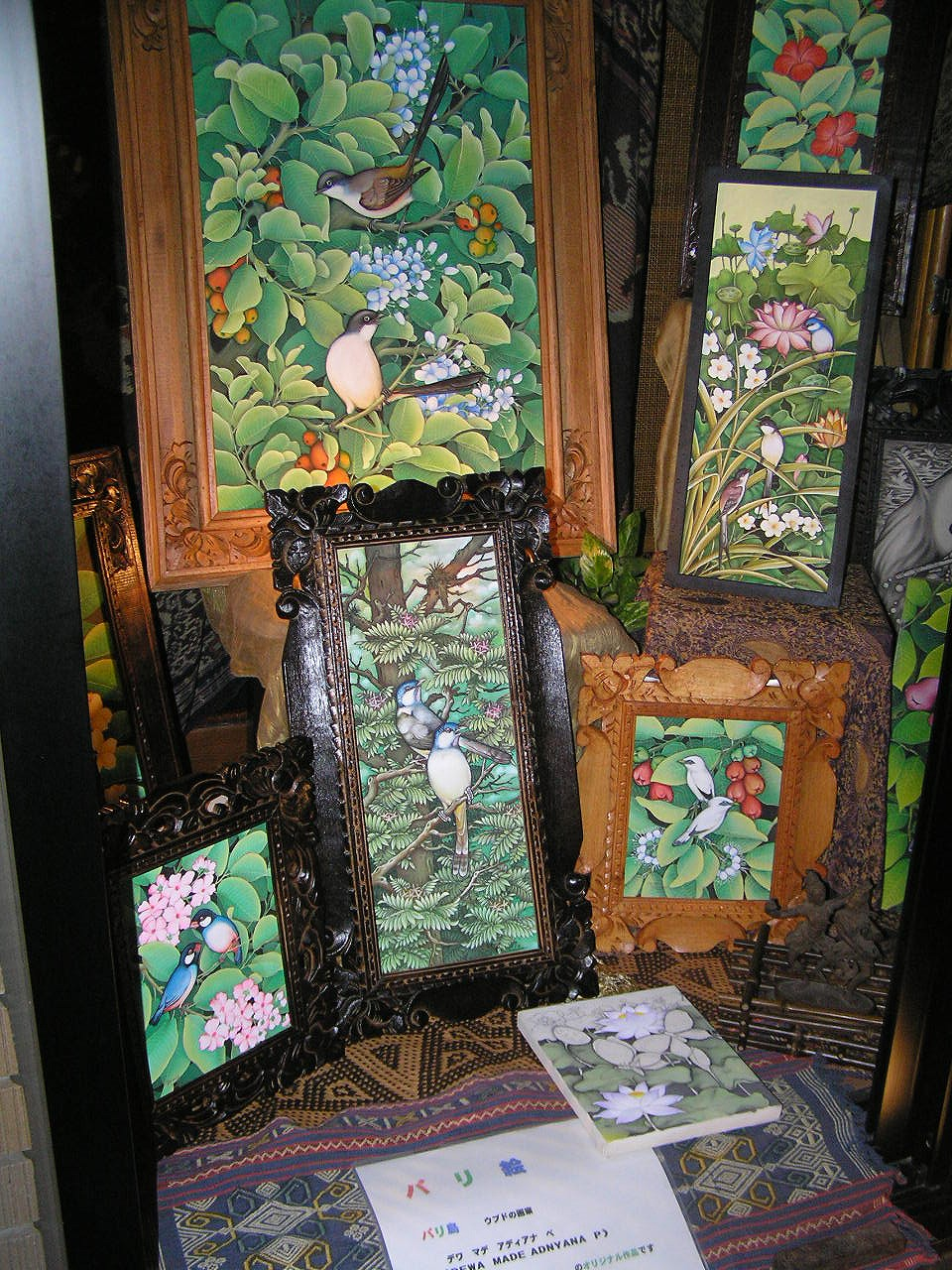
バリ絵画

色彩豊かで緻密な描写が特徴であるバリ絵画の原点は、16世紀後半のマジャパヒト王国時代のころとされ、王宮向けの装飾絵画として発展し、『ラーマーヤナ』、『マハーバーラタ』やヒンドゥーの多神教の神々などが題材とされてきた。当時から伝わるバリ絵画の技法はカマサン・スタイルと呼ばれ、基本的には5色（黒、白、黄、青、茶色）を使用し遠近法を用いず平面的に描かれることが多い。特にカマサン村では、伝統的な技法の継承に加え、新しい感性を加味し発展させている。
オランダ支配時代の1920年代に来島した前述のヴァルター・シュピースやオランダ人の画家ルドルフ・ボネらと、グスティ・ニョマン・レンパッドに代表される地元作家との交流から芸術家協会（ピタ・マハ協会）が生まれ、遠近法などの新しい技法が加わることでさらに発展し、バリ絵画は国際的な水準にまで引き上げられた。1930年代のピーク時には、100名以上の芸術家がピタ・マハ協会に所属していた。この間に生まれた画法としては、墨絵のような細密画を特徴とするバトゥアン・スタイル、ボネの指導によって生まれた、日常の風景を題材とするウブド・スタイルなどがある。

また、商取引によるバリ絵画作品の散逸を防ぐ動きが現地の画商の間で見られている。そのさきがけとなったのが、ウブドの画商パンデ・ワヤン・ステジョ・ネカであり、ウブドでは彼の設立したネカ美術館が運営されている。ほかには、かつてルドルフ・ボネらが1956年に開設したウブド絵画美術館（プリ・ルキサン）、デンパサールのバリ博物館、バリ文化センター、そして、1932年からサヌール海岸に居を構えたベルギー人画家ル・メイヨールの作品を収めたル・メイヨール絵画美術館などがある。しかし他方では、高名な画家の作品を手に入れた美術品店が、それをモデルにして若い絵師に贋作を作らせ観光客に売りつけるケースもあり、美術品店嫌いの画家も多い。

## 経済と観光 - バリ島経済を支える観光業
| 産業区分                   | 金額       | %      |
| -------------------------- | ---------- | ------ |
| 農林漁業                   | 6,011,426  | 20.7%  |
| 採鉱・採石業               | 196,471    | 0.7%   |
| 製造業                     | 2,610,131  | 9.0%   |
| 電気・ガス・水道業         | 522,533    | 1.8%   |
| 建設業                     | 1,132,719  | 3.9%   |
| 商取引、ホテル、レストラン | 8,452,944  | 29.2%  |
| 通信輸送業                 | 3,275,453  | 11.3%  |
| 金融業                     | 1,969,622  | 6.8%   |
| サービス業                 | 4,815,272  | 16.6%  |
| 合計                       | 28,986,595 | 100.0% |

芸能・芸術の島として知られ、かつ早くからビーチ・リゾートが開発されてきたバリは世界的な観光地となっており、東南アジア各地のビーチ・リゾートのモデルとなっている。先進国の経済的価値を基準として比較すると物価水準がかなり低廉であり、比較的若年層でも十分楽しめることも人気の一要素である。訪れる観光客で一番多いのは、かつては日本人であったが、現在はオーストラリア人である。したがって、バリ島の貨幣経済は観光収入で成立するものとなっており、財政面でもバリ州の収入の3分の2が観光関連によるものとなっている。
バリ島は古くから農業中心であったが、バリ州の産業部門別就業人口の推移を見てみると、1971年には農林漁業が66.7%、商業・飲食・ホテル・サービス業が18.8%であり、1980年でも農林漁業が50.7%、商業・飲食・ホテル・サービス業が29.8%であったのが、2004年には農林漁業が35.3%にまで減少し、商業・飲食・ホテル・サービス業が36.4%に達している。農民の平均月収が50ドル（約5,000円）未満であるのに対して、観光業従事者のそれは50 - 150ドル（約5,000 - 1万5,000円）に達する。バリ州全体の域内総生産高でみると、農業はなお全体の20%以上を占め、観光業もバリ州のフォーマルな経済活動の40％を占めるに至っており、また、工芸品の輸出額は年額15億ドル以上に上る。

### 農業

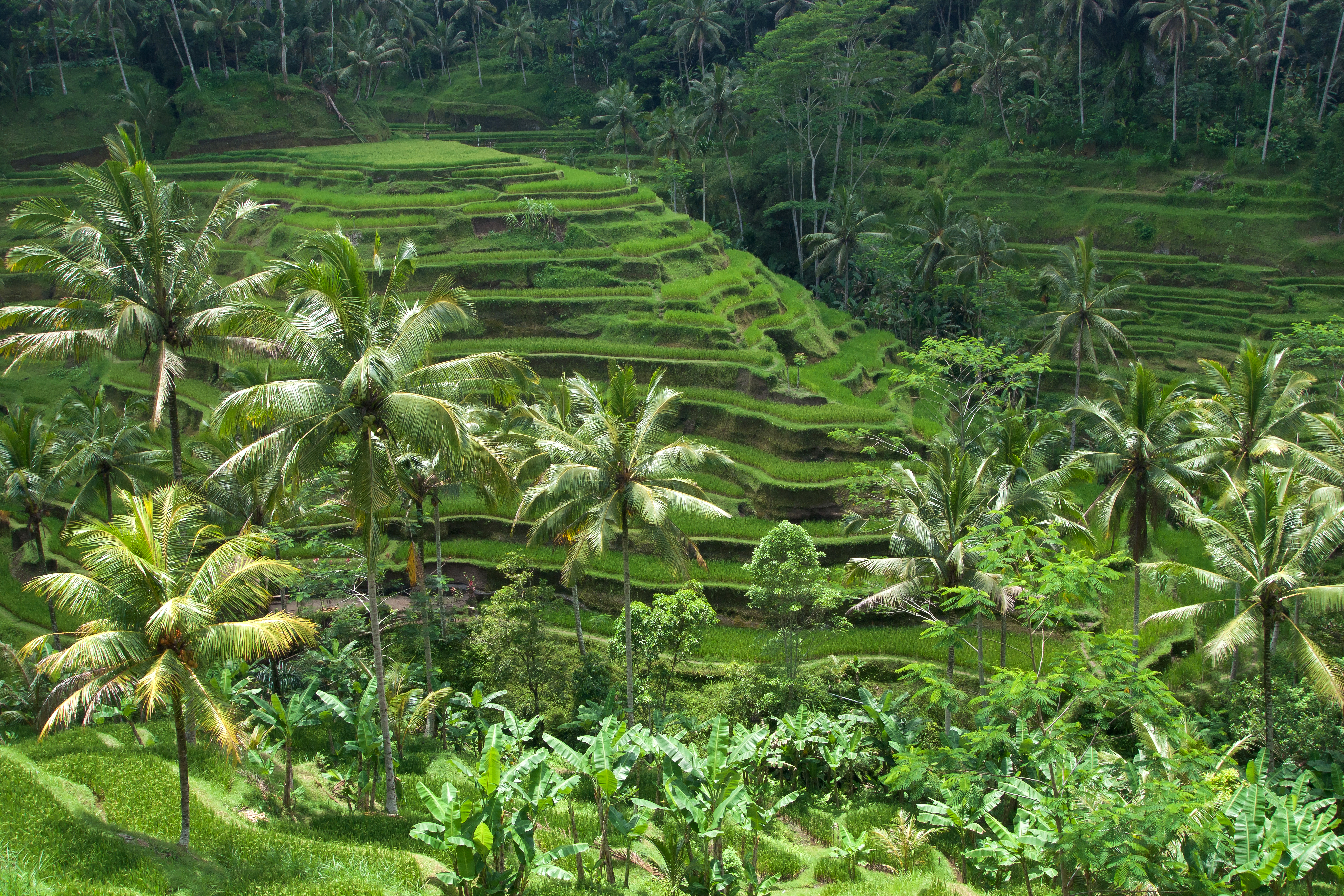
島中部に見られる棚田

先に述べたようにバリ島経済の中心には農業（水田耕作）が伝統的に位置してきた。世界的な観光地として成長した後でもなお、30%以上が農林漁業に従事している。スハルト体制以来の観光開発が南部バリの一部地域で集中的に行われたためである。水田耕作のほかには、ココナッツやコーヒーの栽培が盛んであり、樹園地ではバナナ、オレンジ、マンゴーが、畑では大豆、サツマイモ、落花生、キャベツ、トマトなどが栽培されている。

また、1985年から2004年の間にバリ州における水田の面積は9万8,830ヘクタールから8万2,053ヘクタールへと減少し、その分、屋敷地および建築用地は2万7,761ヘクタールから4万5,746ヘクタールへと増加しており、水田の宅地化が進んでいることが分かる（しかし、この間の収穫量は品種改良によって増加している）。こうした中で、土地所有層は地価の上昇によるさまざまな利殖の機会を手にするようになっているが、他方でスバックのメンバーの圧倒的多数を占める小作人にとっては、農地の宅地化、近代化は失業を意味し、深刻な問題となっている。

### 観光業 - 主な観光地と観光産業

#### 島南部のビーチ・リゾート
既に見たように、バリ島の観光開発は、1969年のデンパサール国際空港の開港によってマス・ツーリズム向けの大規模開発が始まり、当初は、サヌールとクタが観光の目玉となった。1980年代に入ると、ヌサ・ドゥアで高級リゾート向けの計画的な開発が進められ、1990年代に入ると、開発の波はこれらの地域を越えるようになり、主にクタの南北に広がり、スミニャック、レギャン、ジンバランからタンジュン・ブノアに至るまで、沿岸部に広大な観光地帯が形成されるようになった。スミニャックの北部には、タナロット寺院が位置している。サヌールやクタでは、爆弾テロ事件前後から当局と現地社会による治安維持のための取り締まりが進み、屋台なども排除されるようになっている。
バリ島は、これら島南部の海岸を舞台としたサーフィンの名所となっており、乾季・雨季を問わず良質な波を求めて世界各国からサーファーが訪れている。サーフポイントも多く波質もさまざまである。最近ではサーフィンで生計を立てている者も多く、サーフショップやサーフガイド、またはサーフィン関連のスポンサーから収入を得ているプロサーファーも多い。

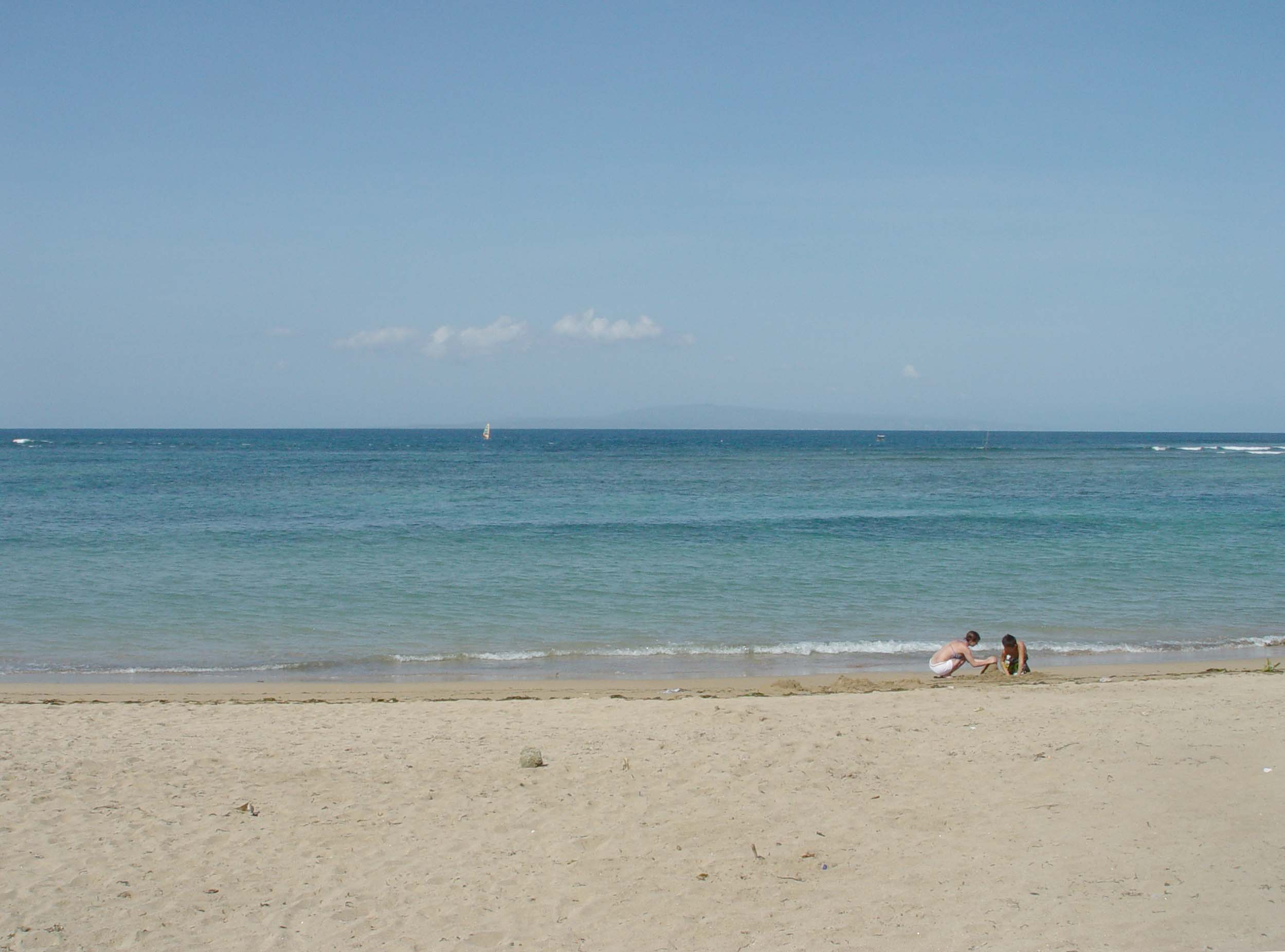
サヌール・ビーチ
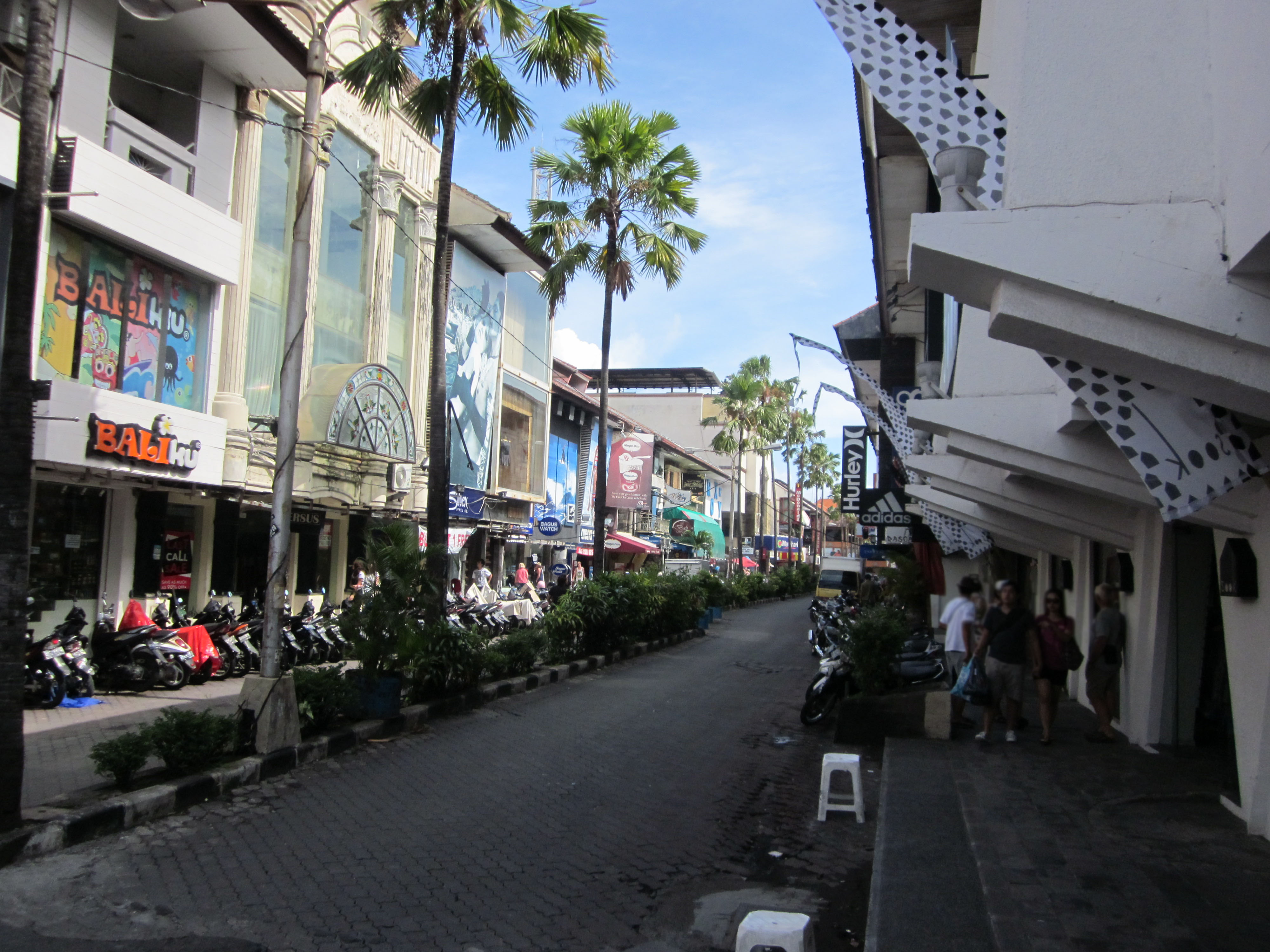
クタ・スクエア

#### 州都デンパサール

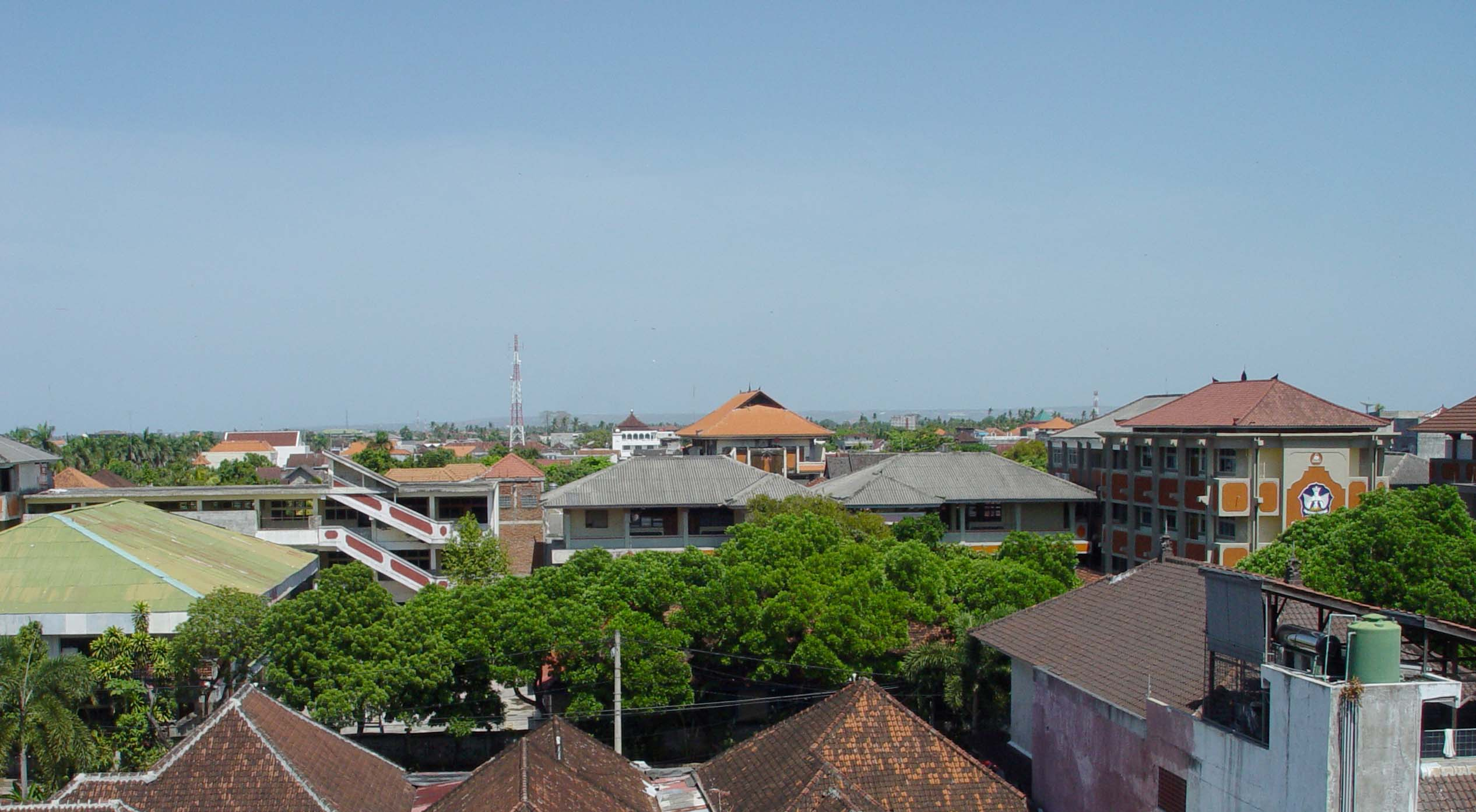
州都デンパサール
バリでは高層建築が厳しく規制されているため、州都でも青空が一面に広がる

州都デンパサールは、現地社会の商業中心地域であり、現地住民の通うショッピング・モール（バリ・モール、マタハリなど）、市場（手工芸品、織物市場のパサール・クンバサリや中央食品市場のパサール・バドゥンなど）、レストラン、公園が数多くある。その他、バリ州国立博物館やププタン広場などの観光地もある。

#### ウブド、山岳地帯

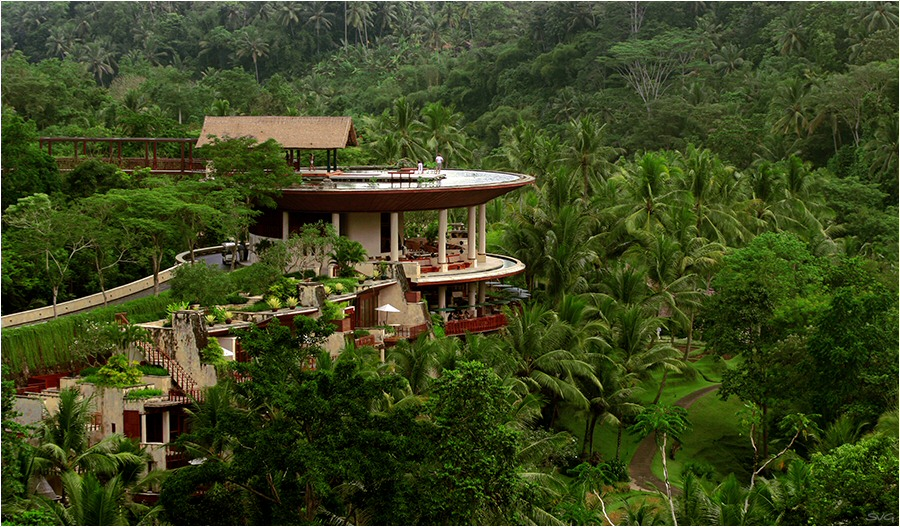
ウブドのホテル

他方で、山側へ向かえば、山側のリゾート地域としてのバリ島の姿を見ることができる。その代表がウブドである。この「芸術の村」はオランダ植民地時代から知られており、今日では、質の高いバリ舞踊やバリ・アート、バティックなどの染色技術、竹製の製品など、伝統的な文化や民芸品の数々を目にすることができる。ウブド南部には、木彫の村マスも栄えている。またここ、水量豊富なアユン川では、ラフティングが盛んである。
こうした山あいの地域では、物質文明・近代文明のしがらみに疲れた西洋人や日本人が長期滞在しバリの文化を学んで行くケースも多く、数か月から数年バリに滞在する者たちの中には、絵画、音楽、彫刻、ダンスなどを学び、さらには独自の芸術的な活動を始める人々も見られる。ウブドには、ダルム・アグン寺院の位置するモンキーフォレストや、ネカ美術館などの美術館も建てられている。

そして、バトゥール山のそびえるバリ中部の山岳地帯は、キンタマーニ高原、ブラタン湖、タンブリンガン湖やジャティルウィの棚田など、バリ島の自然の骨格が表れた地域となっている。

#### 島東部、北部

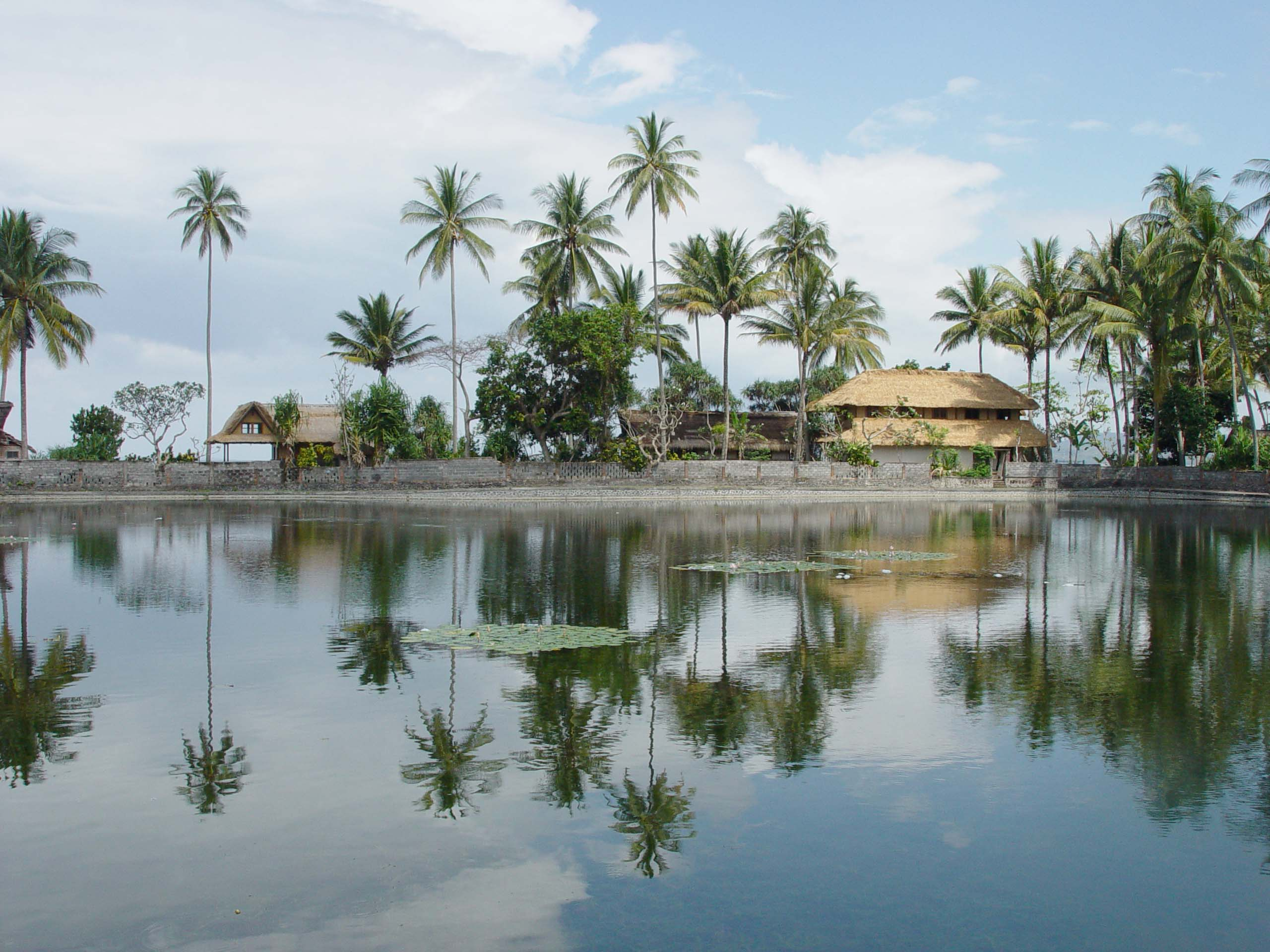
チャンディダサ

また、島の東部、北部の海岸地帯でも、1970年代以降ビーチ・リゾートとして静かに開発が進んでいる地域がある。代表的なのは、バリ島東部のチャンディダサ、アメッド、バリ島北部のロヴィナ・ビーチ、バリ島北西部のプムトゥランなどである。これらの地域は、スキューバダイビング、シュノーケリングのスポットとして有名な海辺が複数ある。その中で、バリ島東部のトランベンでは、日本軍の攻撃によって座礁したアメリカの輸送船リバティ号が、その後の火山噴火で海底に沈んでおり、ダイバーの間では非常によく知られている。

また、バリ島東部にはアグン山およびブサキ寺院が、島北部には、旧都シガラジャの港町も位置している。

### 投資
観光およびその周辺産業に牽引される形で、バリ島への不動産投資・運用が盛んとなり、2000年から2012年の間は年平均で20%程度の地価上昇が続いた。不動産投資家の7割はインドネシア国内の富裕層であり、残り3割が海外投資家（法人および個人）である。その一因に、2008年の世界的金融危機（いわゆるリーマン・ショック）によって、世界の資金が有望な投資先を探してバリの不動産市場に流入した背景がある。しかしながら2012年から2018年にかけては地価の横ばいが続いた。その理由として、不動産投資の需給が崩れたことに加え、外国人向けの住宅ローンが規制の対象となったことが挙げられる。
2018年7月には、おもに日本人向けにバリ島への不動産投資や金融商品販売などの名目で、元本保証と高配当を偽って、無許可で11億円を集めたとして、出資法違反容疑でアスナグループの日本人幹部らが、千葉地方検察庁および千葉県警察によって逮捕される事件も起こった。

## 交通

### 島外との交通

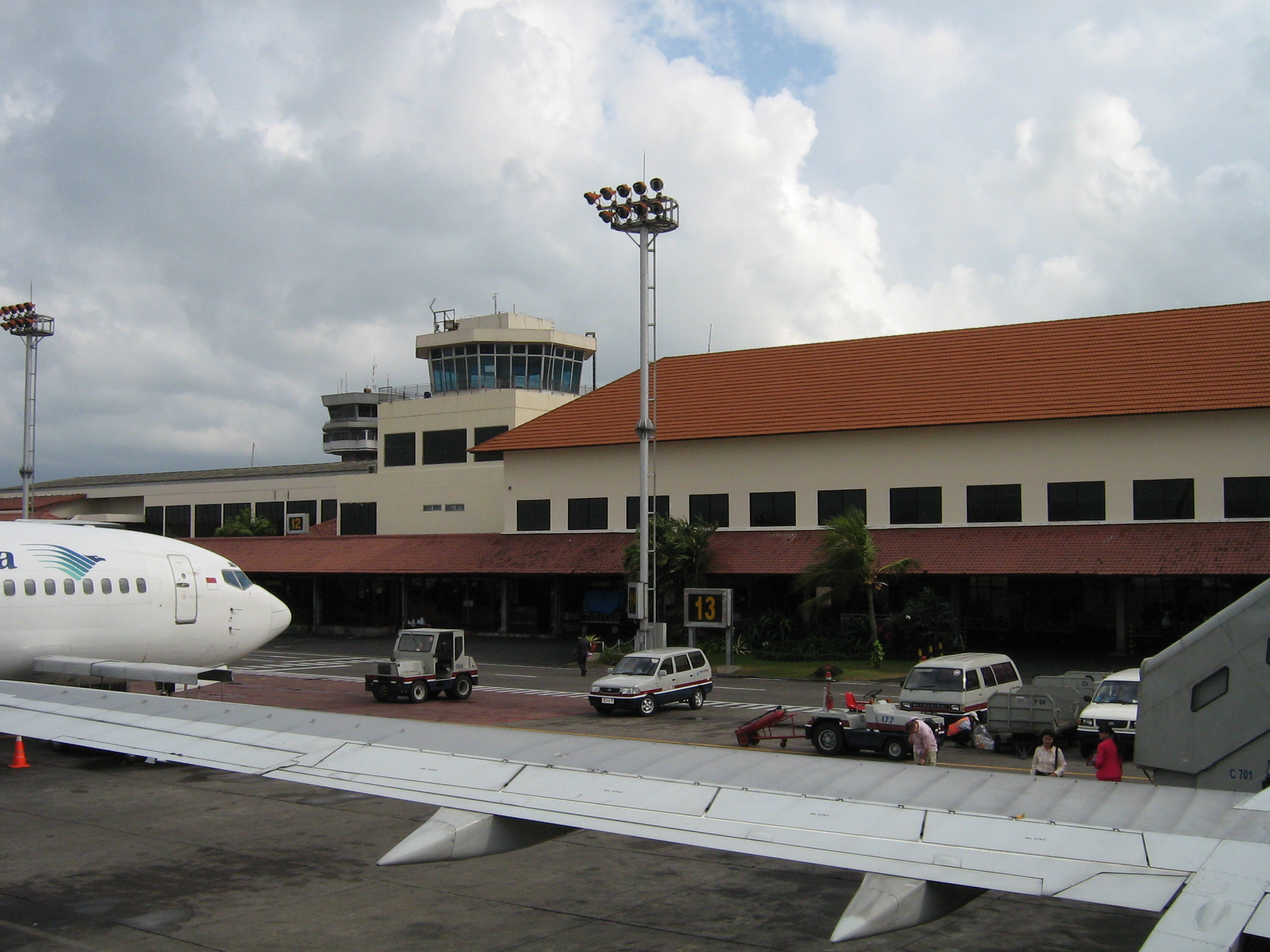
ングラ・ライ国際空港

バリ島の玄関口であるイ・グスティ・ングラ・ライ国際空港（デンパサール空港）が島南部（クタのすぐ南）に位置しており、ジャカルタ、成田、シンガポール、シドニー、ロンドンなどの各地と航空路が結ばれている。開港当時は国策によりバリ島への直行便がなかったが、やがて解禁され、多くの観光客はこの直行便やジャカルタ経由便を利用するようになった。またインドネシアの島々を結ぶ国内線フライトの便数も多い。
海路については、ジャワ島（ギリマヌク - クタパン）、ロンボク島（パダンバイ、ベノア - レンバル港）、レンボンガン島ほかインドネシアの各島とフェリーで接続されており、便数も多い。インドネシア東部諸島へは長距離航路の船も運航されている。

### 島内交通

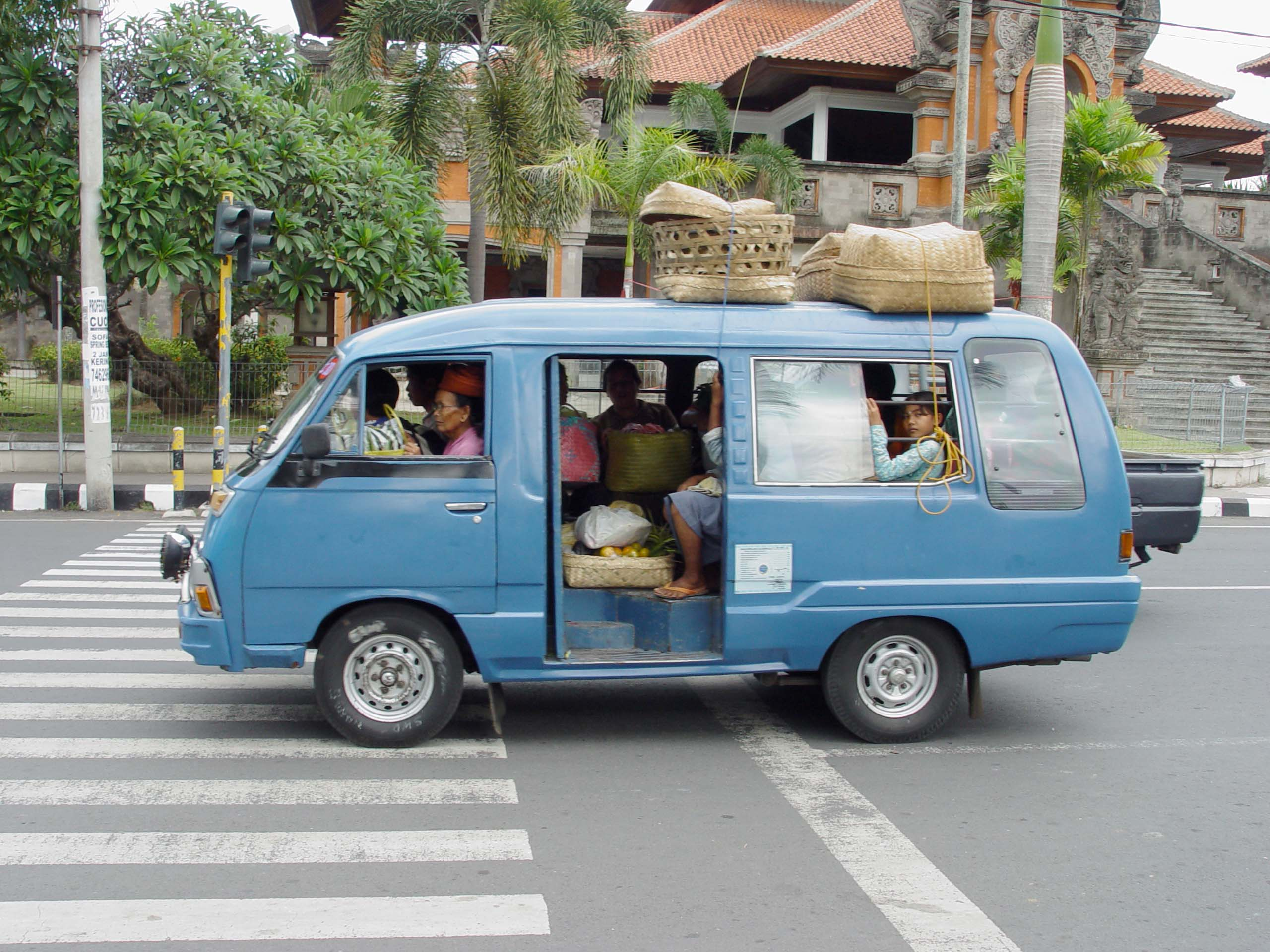
ベモ

島内には鉄道が走っていないため、ほとんどの移動は自動車を用いることになる。
バリ島の道路事情については、まず、 ほぼ海岸に沿って主要地域を結びながら1周する道路がある。内陸部では、特に島の大部を占める南斜面の河川が南北に深く谷を刻んでいるため、それにしたがって道路が南北に走っているが、東西に走る道路はあまりない。村と村を結ぶ道路や、村内の各地域を結ぶ道路はほぼ舗装されており、自動車の通行に問題はない。なお、デンパサールにはアジアハイウェイ2号線の起点があり、海路でジャワ島方面に至る。
中産階級以下の現地住民の主たる交通手段は、オートバイやベモである。また、オジェと呼ばれるバイク・タクシーや、ドッカルと呼ばれるポニーの馬車も一部地域では見られる。

長距離移動の場合には、主要地域間のみバスが運行しており、運賃はベモよりも安いもののエアコンはない。また、ある地域から別の地域へ移動するためには、大抵の場合、デンパサールのバスターミナルを介さなければならない。そこで、観光客向けに島内の観光地を結ぶ冷房付きのシャトルバスが毎日数本運行されているほか、ベモを1日単位でチャーターするという手段もある。また、南部の主要観光地であるデンパサール、クタ、サヌール、ヌサドゥア周辺ではメーターつきタクシーが走っており、近距離であればもっともリーズナブルな移動手段（初乗り運賃、約50円）である。

## 医療事情
医療施設は次の通り。
- SOSメディカ・クリニック-バリ（観光客向け）
- BIMC（観光客向け）
- サングラ国立総合病院
- 私立カシイブ病院

救急車は有料で走行距離に応じて1,000円から3,600円程度を支払う。

## 治安と犯罪

### 観光客に対する犯罪

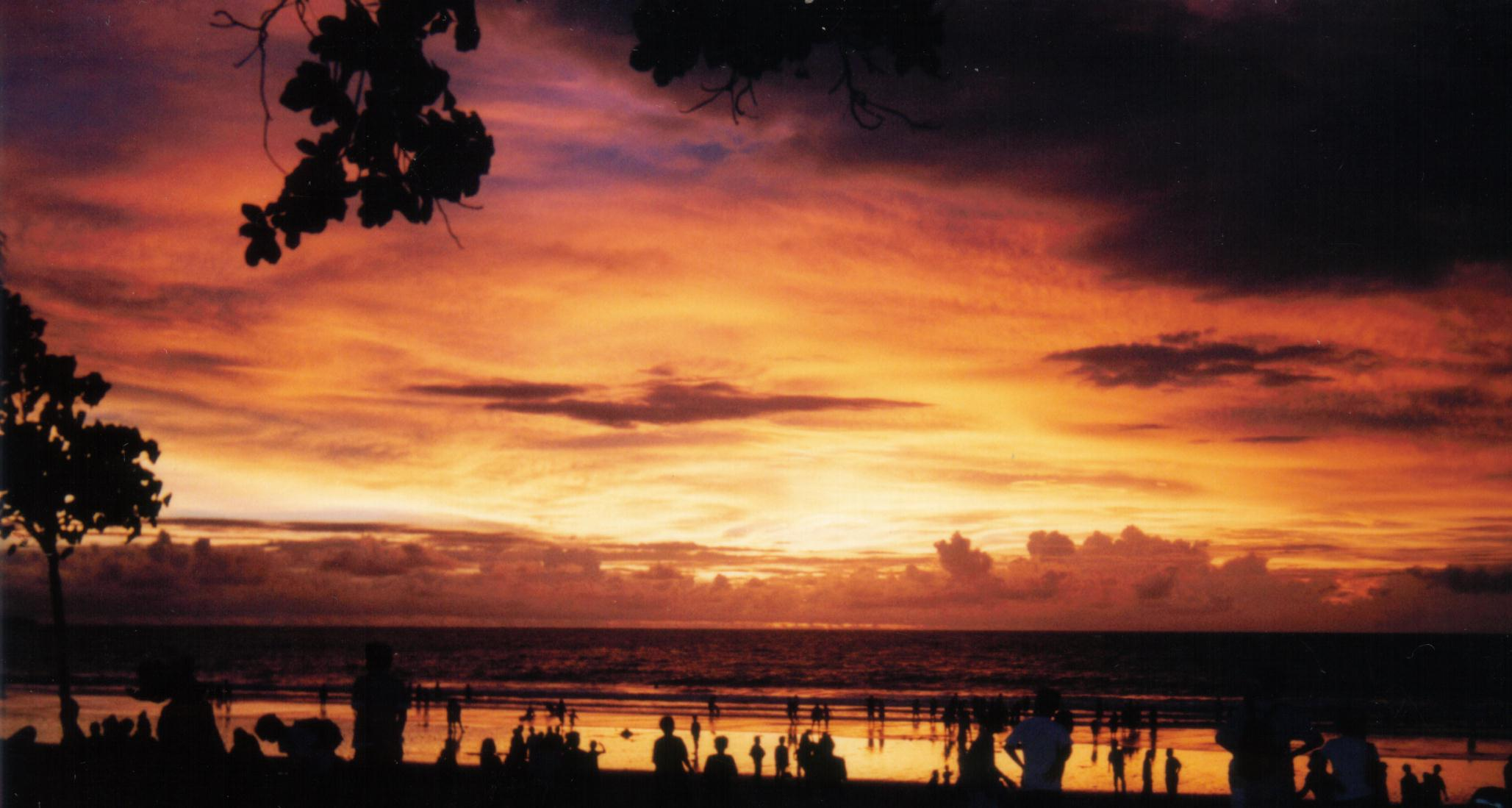
クタのサンセット

欧米やオーストラリアと比べてもバリ島の治安は良好であるが、観光地では観光客を狙った犯罪が数多く発生しており、おもにクタ、レギャンの海辺のバーなどでの詐欺をはじめとして、一般観光客の金を狙った盗みや詐欺が後を絶たない。おもな手口は、いかさま賭博、パンク強盗、ひったくり、強引な物売り（三つ編みやマニキュアなどのサービスの押しつけ）、麻薬および禁制品の販売などである。なお、麻薬に関しては、現地において寛容的な文化が醸成されているわけではなく、2013年にはコカインを持ち込み逮捕されたイギリス人女性に対して、死刑判決が出ていることに留意すべきである。また、「ビーチボーイ」などと呼ばれるジゴロによる日本人女性を狙ったナンパ行動やさらには性犯罪も多数発生しており、2003年には事態を重く見た日本領事館が地元警察に対して捜査の徹底を申し入れている。
これらの犯罪は、バリ人の仕業であると解釈されがちであるが、実際のところ、バリ島の観光客目当てに周辺の島からやってくる出稼ぎの若者によるものであることが多いとされており、多くのバリ人は被害者意識を持っている。また、以上の犯罪は、経済面での金銭的価値観が異なる観光客の金回りのよさが助長している可能性もある。
日本では、このような背景もあってか、バリ島を犯罪や出会いの場としてネガティブにとらえた報道がみられる。たとえば、『週刊新潮』（1995年9月7日号）の「『バリ島の妻』となった日本人女性二百人の生活」では、日本人女性がバリでセックス・ハントを行っていることに気持ち悪さと嫌悪感を示しその結果、バリ人との結婚が急増しているが、「楽園」の夢が醒めたバリでの実際の結婚生活は必ずしも幸せなものになっていないなどと言われた。また他の雑誌でも日本人女性が外国人男性に身を任せてセックスすること自体が日本の恥であり、日本と日本人の価値を下げていると報じられた。

### 現地社会の対応
こうした問題に対して、1999年以降の分権化を背景として、バリ州政府も観光収入を確保するため、地域社会と警察の連携を進めるなど、治安の維持に力を入れている。とりわけ、慣習村（デサ・アダット）の自警団（プチャラン）がバリ州条例によって法的正統性が付され、警察との連携が進められている。こうして治安の面でも、伝統的な慣習（アダット）と近代行政（ディナス）の区分が融解をみせている。とりわけこの動きは、爆弾テロ事件後に顕著に現れ始め、バリの「伝統」文化の鼓舞が、「悪」の排除を目指すという政治社会的な意味を有するようになっている。

### クロボカン刑務所
島内にはクロボカン刑務所がある。定員の3倍もの受刑者が収監される劣悪な環境にあるため、しばしば受刑者らによる暴動が発生する。2012年2月の暴動では、受刑者らが刑務所を占拠し、刑務官が撤退を余儀なくされる騒ぎとなった。